# Liste des communes du Doubs
Pour les autres listes de communes françaises, voir Listes des communes de France.
| - Le Doubs en France métropolitaine. - Carte des communes du Doubs. |

Cette page liste les 563 communes du département français du Doubs au 1er janvier 2025.

## Historique
- Les six communes qui constituaient la communauté de communes des Premiers Sapins ont fusionné en 2016 en une commune unique nommée Les Premiers Sapins, ce qui a entraîné la dissolution de la communauté de communes. Le nombre de communes passe de 583 à 578.

- Au 1er janvier 2018, deux projets de fusion se sont concrétisés : Vauchamps avec Bouclans (commune nouvelle de Bouclans) et Chaudefontaine avec Marchaux (commune nouvelle de Marchaux-Chaudefontaine). Le nombre de communes passe de 578 à 576.

- Au 1er janvier 2019, trois projets de fusion se sont concrétisés : Arguel avec Fontain (commune nouvelle de Fontain), Foucherans avec Tarcenay (commune nouvelle de Tarcenay-Foucherans) et Chaux-lès-Clerval avec Pays de Clerval (commune nouvelle de Pays de Clerval). Le nombre de communes passe de 576 à 573.

- Au 1er janvier 2022, deux projets de fusion se sont concrétisés : Cussey-sur-Lison avec Châtillon-sur-Lison (commune nouvelle de Cussey-sur-Lison) et Mérey-sous-Montrond avec Villers-sous-Montrond (commune nouvelle des Monts-Ronds). Le nombre de communes passe de 573 à 571.

- Au 1er janvier 2024, Bians-les-Usiers avec Goux-les-Usiers et Sombacour (commune nouvelle de Val-d'Usiers). Le nombre de communes passe de 571 à 569.

- Au 1er janvier 2025, trois projets de fusion se sont concrétisés : Éternoz avec Saraz (commune nouvelle d'Éternoz-Vallée-du-Lison), Le Gratteris avec Mamirolle (commune nouvelle de Mamirolle) et Hauterive-la-Fresse avec La Longeville, Montbenoît, Montflovin et Ville-du-Pont,  (commune nouvelle de Pays-de-Montbenoît). Le nombre de communes passe de 569 à 563.

## Liste des communes
Le tableau suivant donne la liste des communes au 1er janvier 2025, en précisant leur code Insee, leur code postal principal, leur arrondissement, leur canton, leur intercommunalité, leur superficie, leur population et leur densité, d'après les chiffres de l'Insee issus du recensement 2022,.
| Nom                          | Code Insee | Code postal | Arrondissement | Canton                                                            | Intercommunalité                             | Superficie (km2) | Population (dernière pop. légale) | Densité (hab./km2) | Modifier                                    |
| ---------------------------- | ---------- | ----------- | -------------- | ----------------------------------------------------------------- | -------------------------------------------- | ---------------- | --------------------------------- | ------------------ | ------------------------------------------- |
| Besançon (préfecture)        | 25056      | 25000       | Besançon       | Besançon-1 Besançon-2 Besançon-3 Besançon-4 Besançon-5 Besançon-6 | CU Grand Besançon Métropole                  | 65,05            | 120 057 (2022)                    | 1 846              | modifier les données · modifier les données |
| Abbans-Dessous               | 25001      | 25320       | Besançon       | Saint-Vit                                                         | CC Loue-Lison                                | 3,20             | 247 (2022)                        | 77                 | modifier les données · modifier les données |
| Abbans-Dessus                | 25002      | 25440       | Besançon       | Saint-Vit                                                         | CC Loue-Lison                                | 4,43             | 283 (2022)                        | 64                 | modifier les données · modifier les données |
| Abbenans                     | 25003      | 25340       | Besançon       | Baume-les-Dames                                                   | CC des Deux Vallées Vertes                   | 11,17            | 321 (2022)                        | 29                 | modifier les données · modifier les données |
| Abbévillers                  | 25004      | 25310       | Montbéliard    | Maîche                                                            | CA Pays de Montbéliard Agglomération         | 11,18            | 1 099 (2022)                      | 98                 | modifier les données · modifier les données |
| Accolans                     | 25005      | 25250       | Montbéliard    | Bavans                                                            | CC des Deux Vallées Vertes                   | 5,18             | 88 (2022)                         | 17                 | modifier les données · modifier les données |
| Adam-lès-Passavant           | 25006      | 25360       | Besançon       | Baume-les-Dames                                                   | CC du Doubs Baumois                          | 9,59             | 88 (2022)                         | 9,2                | modifier les données · modifier les données |
| Adam-lès-Vercel              | 25007      | 25530       | Pontarlier     | Valdahon                                                          | CC des Portes du Haut-Doubs                  | 3,19             | 103 (2022)                        | 32                 | modifier les données · modifier les données |
| Aibre                        | 25008      | 25750       | Montbéliard    | Bavans                                                            | CC du pays d'Héricourt                       | 4,50             | 449 (2022)                        | 100                | modifier les données · modifier les données |
| Aïssey                       | 25009      | 25360       | Besançon       | Baume-les-Dames                                                   | CC du Doubs Baumois                          | 10,67            | 165 (2022)                        | 15                 | modifier les données · modifier les données |
| Allenjoie                    | 25011      | 25490       | Montbéliard    | Bethoncourt                                                       | CA Pays de Montbéliard Agglomération         | 6,56             | 735 (2022)                        | 112                | modifier les données · modifier les données |
| Les Alliés                   | 25012      | 25300       | Pontarlier     | Ornans                                                            | CC de Montbenoît                             | 5,28             | 171 (2022)                        | 32                 | modifier les données · modifier les données |
| Allondans                    | 25013      | 25550       | Montbéliard    | Bavans                                                            | CA Pays de Montbéliard Agglomération         | 5,14             | 237 (2022)                        | 46                 | modifier les données · modifier les données |
| Amagney                      | 25014      | 25220       | Besançon       | Besançon-5                                                        | CU Grand Besançon Métropole                  | 13,13            | 937 (2022)                        | 71                 | modifier les données · modifier les données |
| Amancey                      | 25015      | 25330       | Besançon       | Ornans                                                            | CC Loue-Lison                                | 13,78            | 731 (2022)                        | 53                 | modifier les données · modifier les données |
| Amathay-Vésigneux            | 25016      | 25330       | Besançon       | Ornans                                                            | CC Loue-Lison                                | 12,13            | 173 (2022)                        | 14                 | modifier les données · modifier les données |
| Amondans                     | 25017      | 25330       | Besançon       | Ornans                                                            | CC Loue-Lison                                | 5,68             | 86 (2022)                         | 15                 | modifier les données · modifier les données |
| Anteuil                      | 25018      | 25340       | Montbéliard    | Bavans                                                            | CC des Deux Vallées Vertes                   | 24,29            | 600 (2022)                        | 25                 | modifier les données · modifier les données |
| Appenans                     | 25019      | 25250       | Montbéliard    | Bavans                                                            | CC des Deux Vallées Vertes                   | 4,07             | 385 (2022)                        | 95                 | modifier les données · modifier les données |
| Arbouans                     | 25020      | 25400       | Montbéliard    | Audincourt                                                        | CA Pays de Montbéliard Agglomération         | 1,32             | 891 (2022)                        | 675                | modifier les données · modifier les données |
| Arc-et-Senans                | 25021      | 25610       | Besançon       | Saint-Vit                                                         | CC Loue-Lison                                | 14,98            | 1 621 (2022)                      | 108                | modifier les données · modifier les données |
| Arc-sous-Cicon               | 25025      | 25520       | Pontarlier     | Ornans                                                            | CC de Montbenoît                             | 28,49            | 751 (2022)                        | 26                 | modifier les données · modifier les données |
| Arc-sous-Montenot            | 25026      | 25270       | Pontarlier     | Frasne                                                            | CC Altitude 800                              | 10,72            | 228 (2022)                        | 21                 | modifier les données · modifier les données |
| Arcey                        | 25022      | 25750       | Montbéliard    | Bavans                                                            | CC des Deux Vallées Vertes                   | 12,57            | 1 491 (2022)                      | 119                | modifier les données · modifier les données |
| Arçon                        | 25024      | 25300       | Pontarlier     | Ornans                                                            | CC de Montbenoît                             | 21,34            | 955 (2022)                        | 45                 | modifier les données · modifier les données |
| Aubonne                      | 25029      | 25520       | Pontarlier     | Ornans                                                            | CC de Montbenoît                             | 15,17            | 260 (2022)                        | 17                 | modifier les données · modifier les données |
| Audeux                       | 25030      | 25170       | Besançon       | Besançon-2                                                        | CU Grand Besançon Métropole                  | 1,75             | 422 (2022)                        | 241                | modifier les données · modifier les données |
| Audincourt                   | 25031      | 25400       | Montbéliard    | Audincourt                                                        | CA Pays de Montbéliard Agglomération         | 8,76             | 14 009 (2022)                     | 1 599              | modifier les données · modifier les données |
| Autechaux                    | 25032      | 25110       | Besançon       | Baume-les-Dames                                                   | CC du Doubs Baumois                          | 6,59             | 431 (2022)                        | 65                 | modifier les données · modifier les données |
| Autechaux-Roide              | 25033      | 25150       | Montbéliard    | Maîche                                                            | CA Pays de Montbéliard Agglomération         | 6,56             | 497 (2022)                        | 76                 | modifier les données · modifier les données |
| Les Auxons                   | 25035      | 25870       | Besançon       | Besançon-3                                                        | CU Grand Besançon Métropole                  | 9,16             | 2 522 (2022)                      | 275                | modifier les données · modifier les données |
| Avanne-Aveney                | 25036      | 25720       | Besançon       | Besançon-1                                                        | CU Grand Besançon Métropole                  | 8,62             | 2 237 (2022)                      | 260                | modifier les données · modifier les données |
| Avilley                      | 25038      | 25680       | Besançon       | Baume-les-Dames                                                   | CC des Deux Vallées Vertes                   | 5,62             | 153 (2022)                        | 27                 | modifier les données · modifier les données |
| Avoudrey                     | 25039      | 25690       | Pontarlier     | Valdahon                                                          | CC des Portes du Haut-Doubs                  | 12,86            | 954 (2022)                        | 74                 | modifier les données · modifier les données |
| Badevel                      | 25040      | 25490       | Montbéliard    | Audincourt                                                        | CA Pays de Montbéliard Agglomération         | 3,73             | 808 (2022)                        | 217                | modifier les données · modifier les données |
| Bannans                      | 25041      | 25560       | Pontarlier     | Frasne                                                            | CC du Plateau de Frasne et du Val du Drugeon | 11,56            | 378 (2022)                        | 33                 | modifier les données · modifier les données |
| Le Barboux                   | 25042      | 25210       | Pontarlier     | Morteau                                                           | CC du Plateau du Russey                      | 11,26            | 238 (2022)                        | 21                 | modifier les données · modifier les données |
| Bart                         | 25043      | 25420       | Montbéliard    | Montbéliard                                                       | CA Pays de Montbéliard Agglomération         | 3,84             | 2 015 (2022)                      | 525                | modifier les données · modifier les données |
| Bartherans                   | 25044      | 25440       | Besançon       | Saint-Vit                                                         | CC Loue-Lison                                | 5,81             | 60 (2022)                         | 10                 | modifier les données · modifier les données |
| Battenans-les-Mines          | 25045      | 25640       | Besançon       | Baume-les-Dames                                                   | CC du Doubs Baumois                          | 2,78             | 42 (2022)                         | 15                 | modifier les données · modifier les données |
| Battenans-Varin              | 25046      | 25380       | Montbéliard    | Valdahon                                                          | CC du Pays de Maîche                         | 6,38             | 79 (2022)                         | 12                 | modifier les données · modifier les données |
| Baume-les-Dames              | 25047      | 25110       | Besançon       | Baume-les-Dames                                                   | CC du Doubs Baumois                          | 24,79            | 5 064 (2022)                      | 204                | modifier les données · modifier les données |
| Bavans                       | 25048      | 25550       | Montbéliard    | Bavans                                                            | CA Pays de Montbéliard Agglomération         | 8,83             | 3 566 (2022)                      | 404                | modifier les données · modifier les données |
| Belfays                      | 25049      | 25470       | Montbéliard    | Maîche                                                            | CC du Pays de Maîche                         | 3,20             | 131 (2022)                        | 41                 | modifier les données · modifier les données |
| Le Bélieu                    | 25050      | 25500       | Pontarlier     | Morteau                                                           | CC du Val de Morteau                         | 10,72            | 512 (2022)                        | 48                 | modifier les données · modifier les données |
| Belleherbe                   | 25051      | 25380       | Montbéliard    | Valdahon                                                          | CC du Pays de Sancey-Belleherbe              | 16,13            | 626 (2022)                        | 39                 | modifier les données · modifier les données |
| Belmont                      | 25052      | 25530       | Pontarlier     | Valdahon                                                          | CC des Portes du Haut-Doubs                  | 4,72             | 75 (2022)                         | 16                 | modifier les données · modifier les données |
| Belvoir                      | 25053      | 25430       | Montbéliard    | Bavans                                                            | CC du Pays de Sancey-Belleherbe              | 9,31             | 90 (2022)                         | 9,7                | modifier les données · modifier les données |
| Berche                       | 25054      | 25420       | Montbéliard    | Bavans                                                            | CA Pays de Montbéliard Agglomération         | 3,11             | 543 (2022)                        | 175                | modifier les données · modifier les données |
| Berthelange                  | 25055      | 25410       | Besançon       | Saint-Vit                                                         | CC du val marnaysien                         | 4,07             | 358 (2022)                        | 88                 | modifier les données · modifier les données |
| Bethoncourt                  | 25057      | 25200       | Montbéliard    | Bethoncourt                                                       | CA Pays de Montbéliard Agglomération         | 6,54             | 5 288 (2022)                      | 809                | modifier les données · modifier les données |
| Beure                        | 25058      | 25720       | Besançon       | Besançon-6                                                        | CU Grand Besançon Métropole                  | 3,99             | 1 342 (2022)                      | 336                | modifier les données · modifier les données |
| Beutal                       | 25059      | 25250       | Montbéliard    | Bavans                                                            | CA Pays de Montbéliard Agglomération         | 5,78             | 269 (2022)                        | 47                 | modifier les données · modifier les données |
| Bief                         | 25061      | 25190       | Montbéliard    | Maîche                                                            | CC du Pays de Maîche                         | 3,81             | 111 (2022)                        | 29                 | modifier les données · modifier les données |
| Le Bizot                     | 25062      | 25210       | Pontarlier     | Morteau                                                           | CC du Plateau du Russey                      | 7,85             | 304 (2022)                        | 39                 | modifier les données · modifier les données |
| Blamont                      | 25063      | 25310       | Montbéliard    | Maîche                                                            | CA Pays de Montbéliard Agglomération         | 10,06            | 1 236 (2022)                      | 123                | modifier les données · modifier les données |
| Blarians                     | 25065      | 25640       | Besançon       | Baume-les-Dames                                                   | CC du Doubs Baumois                          | 0,89             | 55 (2022)                         | 62                 | modifier les données · modifier les données |
| Blussangeaux                 | 25066      | 25250       | Montbéliard    | Bavans                                                            | CC des Deux Vallées Vertes                   | 2,12             | 78 (2022)                         | 37                 | modifier les données · modifier les données |
| Blussans                     | 25067      | 25250       | Montbéliard    | Bavans                                                            | CC des Deux Vallées Vertes                   | 8,04             | 188 (2022)                        | 23                 | modifier les données · modifier les données |
| Bolandoz                     | 25070      | 25330       | Besançon       | Ornans                                                            | CC Loue-Lison                                | 12,21            | 379 (2022)                        | 31                 | modifier les données · modifier les données |
| Bondeval                     | 25071      | 25230       | Montbéliard    | Maîche                                                            | CA Pays de Montbéliard Agglomération         | 4,68             | 481 (2022)                        | 103                | modifier les données · modifier les données |
| Bonnal                       | 25072      | 25680       | Besançon       | Baume-les-Dames                                                   | CC du Pays de Villersexel                    | 1,80             | 19 (2022)                         | 11                 | modifier les données · modifier les données |
| Bonnay                       | 25073      | 25870       | Besançon       | Baume-les-Dames                                                   | CU Grand Besançon Métropole                  | 7,66             | 828 (2022)                        | 108                | modifier les données · modifier les données |
| Bonnétage                    | 25074      | 25210       | Pontarlier     | Morteau                                                           | CC du Plateau du Russey                      | 17,71            | 1 001 (2022)                      | 57                 | modifier les données · modifier les données |
| Bonnevaux                    | 25075      | 25560       | Pontarlier     | Frasne                                                            | CC du Plateau de Frasne et du Val du Drugeon | 16,53            | 420 (2022)                        | 25                 | modifier les données · modifier les données |
| La Bosse                     | 25077      | 25210       | Pontarlier     | Morteau                                                           | CC du Plateau du Russey                      | 5,13             | 86 (2022)                         | 17                 | modifier les données · modifier les données |
| Bouclans                     | 25078      | 25360       | Besançon       | Baume-les-Dames                                                   | CC des Portes du Haut-Doubs                  | 24,34            | 1 057 (2022)                      | 43                 | modifier les données · modifier les données |
| Boujailles                   | 25079      | 25560       | Pontarlier     | Frasne                                                            | CC du Plateau de Frasne et du Val du Drugeon | 28,22            | 459 (2022)                        | 16                 | modifier les données · modifier les données |
| Bourguignon                  | 25082      | 25150       | Montbéliard    | Valentigney                                                       | CA Pays de Montbéliard Agglomération         | 5,56             | 880 (2022)                        | 158                | modifier les données · modifier les données |
| Bournois                     | 25083      | 25250       | Montbéliard    | Bavans                                                            | CC des Deux Vallées Vertes                   | 10,48            | 189 (2022)                        | 18                 | modifier les données · modifier les données |
| Boussières                   | 25084      | 25320       | Besançon       | Besançon-6                                                        | CU Grand Besançon Métropole                  | 5,58             | 1 200 (2022)                      | 215                | modifier les données · modifier les données |
| Bouverans                    | 25085      | 25560       | Pontarlier     | Frasne                                                            | CC du Plateau de Frasne et du Val du Drugeon | 18,17            | 441 (2022)                        | 24                 | modifier les données · modifier les données |
| Braillans                    | 25086      | 25640       | Besançon       | Besançon-4                                                        | CU Grand Besançon Métropole                  | 1,95             | 205 (2022)                        | 105                | modifier les données · modifier les données |
| Branne                       | 25087      | 25340       | Montbéliard    | Bavans                                                            | CC des Deux Vallées Vertes                   | 6,45             | 181 (2022)                        | 28                 | modifier les données · modifier les données |
| Breconchaux                  | 25088      | 25640       | Besançon       | Baume-les-Dames                                                   | CC du Doubs Baumois                          | 3,26             | 87 (2022)                         | 27                 | modifier les données · modifier les données |
| Bremondans                   | 25089      | 25530       | Pontarlier     | Valdahon                                                          | CC des Portes du Haut-Doubs                  | 7,22             | 102 (2022)                        | 14                 | modifier les données · modifier les données |
| Brères                       | 25090      | 25440       | Besançon       | Saint-Vit                                                         | CC Loue-Lison                                | 2,15             | 75 (2022)                         | 35                 | modifier les données · modifier les données |
| Les Bréseux                  | 25091      | 25120       | Montbéliard    | Maîche                                                            | CC du Pays de Maîche                         | 7,37             | 487 (2022)                        | 66                 | modifier les données · modifier les données |
| La Bretenière                | 25092      | 25640       | Besançon       | Baume-les-Dames                                                   | CC du Doubs Baumois                          | 4,16             | 70 (2022)                         | 17                 | modifier les données · modifier les données |
| Bretigney                    | 25093      | 25250       | Montbéliard    | Bavans                                                            | CA Pays de Montbéliard Agglomération         | 1,83             | 76 (2022)                         | 42                 | modifier les données · modifier les données |
| Bretigney-Notre-Dame         | 25094      | 25110       | Besançon       | Baume-les-Dames                                                   | CC du Doubs Baumois                          | 5,62             | 119 (2022)                        | 21                 | modifier les données · modifier les données |
| Bretonvillers                | 25095      | 25380       | Pontarlier     | Valdahon                                                          | CC du Pays de Sancey-Belleherbe              | 13,66            | 285 (2022)                        | 21                 | modifier les données · modifier les données |
| Brey-et-Maison-du-Bois       | 25096      | 25240       | Pontarlier     | Frasne                                                            | CC des Lacs et Montagnes du Haut-Doubs       | 6,18             | 179 (2022)                        | 29                 | modifier les données · modifier les données |
| Brognard                     | 25097      | 25600       | Montbéliard    | Bethoncourt                                                       | CA Pays de Montbéliard Agglomération         | 2,90             | 477 (2022)                        | 164                | modifier les données · modifier les données |
| Buffard                      | 25098      | 25440       | Besançon       | Saint-Vit                                                         | CC Loue-Lison                                | 8,10             | 190 (2022)                        | 23                 | modifier les données · modifier les données |
| Bugny                        | 25099      | 25520       | Pontarlier     | Ornans                                                            | CC de Montbenoît                             | 4,77             | 248 (2022)                        | 52                 | modifier les données · modifier les données |
| Bulle                        | 25100      | 25560       | Pontarlier     | Frasne                                                            | CC du Plateau de Frasne et du Val du Drugeon | 14,03            | 500 (2022)                        | 36                 | modifier les données · modifier les données |
| Burgille                     | 25101      | 25170       | Besançon       | Saint-Vit                                                         | CC du val marnaysien                         | 9,28             | 568 (2022)                        | 61                 | modifier les données · modifier les données |
| Burnevillers                 | 25102      | 25470       | Montbéliard    | Maîche                                                            | CC du Pays de Maîche                         | 6,74             | 48 (2022)                         | 7,1                | modifier les données · modifier les données |
| Busy                         | 25103      | 25320       | Besançon       | Besançon-6                                                        | CU Grand Besançon Métropole                  | 5,20             | 675 (2022)                        | 130                | modifier les données · modifier les données |
| By                           | 25104      | 25440       | Besançon       | Saint-Vit                                                         | CC Loue-Lison                                | 7,34             | 83 (2022)                         | 11                 | modifier les données · modifier les données |
| Byans-sur-Doubs              | 25105      | 25320       | Besançon       | Saint-Vit                                                         | CU Grand Besançon Métropole                  | 9,91             | 619 (2022)                        | 62                 | modifier les données · modifier les données |
| Cademène                     | 25106      | 25290       | Besançon       | Ornans                                                            | CC Loue-Lison                                | 3,39             | 66 (2022)                         | 19                 | modifier les données · modifier les données |
| Cendrey                      | 25107      | 25640       | Besançon       | Baume-les-Dames                                                   | CC du Doubs Baumois                          | 5,52             | 200 (2022)                        | 36                 | modifier les données · modifier les données |
| Cernay-l'Église              | 25108      | 25120       | Montbéliard    | Maîche                                                            | CC du Pays de Maîche                         | 5,95             | 318 (2022)                        | 53                 | modifier les données · modifier les données |
| Cessey                       | 25109      | 25440       | Besançon       | Saint-Vit                                                         | CC Loue-Lison                                | 7,53             | 321 (2022)                        | 43                 | modifier les données · modifier les données |
| Chaffois                     | 25110      | 25300       | Pontarlier     | Pontarlier                                                        | CC du Grand Pontarlier                       | 16,25            | 1 032 (2022)                      | 64                 | modifier les données · modifier les données |
| Chalèze                      | 25111      | 25220       | Besançon       | Besançon-4                                                        | CU Grand Besançon Métropole                  | 5,68             | 375 (2022)                        | 66                 | modifier les données · modifier les données |
| Chalezeule                   | 25112      | 25220       | Besançon       | Besançon-4                                                        | CU Grand Besançon Métropole                  | 3,94             | 1 326 (2022)                      | 337                | modifier les données · modifier les données |
| Chamesey                     | 25113      | 25380       | Pontarlier     | Valdahon                                                          | CC du Pays de Sancey-Belleherbe              | 6,42             | 139 (2022)                        | 22                 | modifier les données · modifier les données |
| Chamesol                     | 25114      | 25190       | Montbéliard    | Maîche                                                            | CC du Pays de Maîche                         | 10,21            | 386 (2022)                        | 38                 | modifier les données · modifier les données |
| Champagney                   | 25115      | 25170       | Besançon       | Besançon-2                                                        | CU Grand Besançon Métropole                  | 3,01             | 271 (2022)                        | 90                 | modifier les données · modifier les données |
| Champlive                    | 25116      | 25360       | Besançon       | Baume-les-Dames                                                   | CC du Doubs Baumois                          | 8,20             | 250 (2022)                        | 30                 | modifier les données · modifier les données |
| Champoux                     | 25117      | 25640       | Besançon       | Besançon-4                                                        | CU Grand Besançon Métropole                  | 2,98             | 90 (2022)                         | 30                 | modifier les données · modifier les données |
| Champvans-les-Moulins        | 25119      | 25170       | Besançon       | Besançon-2                                                        | CU Grand Besançon Métropole                  | 2,52             | 317 (2022)                        | 126                | modifier les données · modifier les données |
| Chantrans                    | 25120      | 25330       | Besançon       | Ornans                                                            | CC Loue-Lison                                | 14,31            | 385 (2022)                        | 27                 | modifier les données · modifier les données |
| Chapelle-d'Huin              | 25122      | 25270       | Pontarlier     | Frasne                                                            | CC Altitude 800                              | 23,71            | 534 (2022)                        | 23                 | modifier les données · modifier les données |
| Chapelle-des-Bois            | 25121      | 25240       | Pontarlier     | Frasne                                                            | CC des Lacs et Montagnes du Haut-Doubs       | 39,69            | 259 (2022)                        | 6,5                | modifier les données · modifier les données |
| Charmauvillers               | 25124      | 25470       | Montbéliard    | Maîche                                                            | CC du Pays de Maîche                         | 10,47            | 283 (2022)                        | 27                 | modifier les données · modifier les données |
| Charmoille                   | 25125      | 25380       | Montbéliard    | Valdahon                                                          | CC du Pays de Sancey-Belleherbe              | 10,14            | 319 (2022)                        | 31                 | modifier les données · modifier les données |
| Charnay                      | 25126      | 25440       | Besançon       | Saint-Vit                                                         | CC Loue-Lison                                | 5,66             | 471 (2022)                        | 83                 | modifier les données · modifier les données |
| Charquemont                  | 25127      | 25140       | Montbéliard    | Maîche                                                            | CC du Pays de Maîche                         | 21,44            | 2 867 (2022)                      | 134                | modifier les données · modifier les données |
| Chassagne-Saint-Denis        | 25129      | 25290       | Besançon       | Ornans                                                            | CC Loue-Lison                                | 9,23             | 129 (2022)                        | 14                 | modifier les données · modifier les données |
| Châteauvieux-les-Fossés      | 25130      | 25840       | Besançon       | Ornans                                                            | CC Loue-Lison                                | 4,46             | 9 (2022)                          | 2,0                | modifier les données · modifier les données |
| Châtelblanc                  | 25131      | 25240       | Pontarlier     | Frasne                                                            | CC des Lacs et Montagnes du Haut-Doubs       | 20,79            | 110 (2022)                        | 5,3                | modifier les données · modifier les données |
| Châtillon-Guyotte            | 25132      | 25640       | Besançon       | Baume-les-Dames                                                   | CC du Doubs Baumois                          | 4,44             | 141 (2022)                        | 32                 | modifier les données · modifier les données |
| Châtillon-le-Duc             | 25133      | 25870       | Besançon       | Besançon-3                                                        | CU Grand Besançon Métropole                  | 6,26             | 2 025 (2022)                      | 323                | modifier les données · modifier les données |
| Chaucenne                    | 25136      | 25170       | Besançon       | Besançon-2                                                        | CU Grand Besançon Métropole                  | 4,88             | 513 (2022)                        | 105                | modifier les données · modifier les données |
| La Chaux                     | 25139      | 25650       | Pontarlier     | Ornans                                                            | CC de Montbenoît                             | 16,94            | 611 (2022)                        | 36                 | modifier les données · modifier les données |
| Chaux-lès-Passavant          | 25141      | 25530       | Pontarlier     | Valdahon                                                          | CC des Portes du Haut-Doubs                  | 8,44             | 121 (2022)                        | 14                 | modifier les données · modifier les données |
| Chaux-Neuve                  | 25142      | 25240       | Pontarlier     | Frasne                                                            | CC des Lacs et Montagnes du Haut-Doubs       | 28,31            | 333 (2022)                        | 12                 | modifier les données · modifier les données |
| Chay                         | 25143      | 25440       | Besançon       | Saint-Vit                                                         | CC Loue-Lison                                | 6,54             | 197 (2022)                        | 30                 | modifier les données · modifier les données |
| Chazot                       | 25145      | 25430       | Montbéliard    | Bavans                                                            | CC du Pays de Sancey-Belleherbe              | 5,35             | 117 (2022)                        | 22                 | modifier les données · modifier les données |
| Chemaudin et Vaux            | 25147      | 25320 25770 | Besançon       | Besançon-1                                                        | CU Grand Besançon Métropole                  | 12,44            | 2 114 (2022)                      | 170                | modifier les données · modifier les données |
| La Chenalotte                | 25148      | 25500       | Pontarlier     | Morteau                                                           | CC du Plateau du Russey                      | 4,88             | 532 (2022)                        | 109                | modifier les données · modifier les données |
| Chenecey-Buillon             | 25149      | 25440       | Besançon       | Saint-Vit                                                         | CC Loue-Lison                                | 16,58            | 496 (2022)                        | 30                 | modifier les données · modifier les données |
| Chevigney-lès-Vercel         | 25151      | 25530       | Pontarlier     | Valdahon                                                          | CC des Portes du Haut-Doubs                  | 5,38             | 140 (2022)                        | 26                 | modifier les données · modifier les données |
| Chevigney-sur-l'Ognon        | 25150      | 25170       | Besançon       | Saint-Vit                                                         | CC du val marnaysien                         | 4,58             | 294 (2022)                        | 64                 | modifier les données · modifier les données |
| La Chevillotte               | 25152      | 25620       | Besançon       | Besançon-5                                                        | CU Grand Besançon Métropole                  | 7,68             | 143 (2022)                        | 19                 | modifier les données · modifier les données |
| Chevroz                      | 25153      | 25870       | Besançon       | Baume-les-Dames                                                   | CU Grand Besançon Métropole                  | 1,98             | 140 (2022)                        | 71                 | modifier les données · modifier les données |
| Chouzelot                    | 25154      | 25440       | Besançon       | Saint-Vit                                                         | CC Loue-Lison                                | 6,41             | 253 (2022)                        | 39                 | modifier les données · modifier les données |
| Cléron                       | 25155      | 25330       | Besançon       | Ornans                                                            | CC Loue-Lison                                | 14,56            | 292 (2022)                        | 20                 | modifier les données · modifier les données |
| La Cluse-et-Mijoux           | 25157      | 25300       | Pontarlier     | Pontarlier                                                        | CC du Grand Pontarlier                       | 22,50            | 1 317 (2022)                      | 59                 | modifier les données · modifier les données |
| Colombier-Fontaine           | 25159      | 25260       | Montbéliard    | Bavans                                                            | CA Pays de Montbéliard Agglomération         | 7,66             | 1 215 (2022)                      | 159                | modifier les données · modifier les données |
| Les Combes                   | 25160      | 25500       | Pontarlier     | Morteau                                                           | CC du Val de Morteau                         | 17,58            | 770 (2022)                        | 44                 | modifier les données · modifier les données |
| Consolation-Maisonnettes     | 25161      | 25390       | Pontarlier     | Valdahon                                                          | CC des Portes du Haut-Doubs                  | 4,31             | 24 (2022)                         | 5,6                | modifier les données · modifier les données |
| Corcelle-Mieslot             | 25163      | 25640       | Besançon       | Baume-les-Dames                                                   | CC du Doubs Baumois                          | 6,42             | 94 (2022)                         | 15                 | modifier les données · modifier les données |
| Corcelles-Ferrières          | 25162      | 25410       | Besançon       | Saint-Vit                                                         | CC du val marnaysien                         | 2,25             | 214 (2022)                        | 95                 | modifier les données · modifier les données |
| Corcondray                   | 25164      | 25410       | Besançon       | Saint-Vit                                                         | CC du val marnaysien                         | 5,38             | 146 (2022)                        | 27                 | modifier les données · modifier les données |
| Côtebrune                    | 25166      | 25360       | Besançon       | Baume-les-Dames                                                   | CC du Doubs Baumois                          | 3,22             | 82 (2022)                         | 25                 | modifier les données · modifier les données |
| Cour-Saint-Maurice           | 25173      | 25380       | Montbéliard    | Valdahon                                                          | CC du Pays de Maîche                         | 4,47             | 148 (2022)                        | 33                 | modifier les données · modifier les données |
| Courcelles                   | 25171      | 25440       | Besançon       | Saint-Vit                                                         | CC Loue-Lison                                | 3,61             | 105 (2022)                        | 29                 | modifier les données · modifier les données |
| Courcelles-lès-Montbéliard   | 25170      | 25420       | Montbéliard    | Montbéliard                                                       | CA Pays de Montbéliard Agglomération         | 2,40             | 1 387 (2022)                      | 578                | modifier les données · modifier les données |
| Courchapon                   | 25172      | 25170       | Besançon       | Saint-Vit                                                         | CC du val marnaysien                         | 5,31             | 242 (2022)                        | 46                 | modifier les données · modifier les données |
| Courtefontaine               | 25174      | 25470       | Montbéliard    | Maîche                                                            | CC du Pays de Maîche                         | 7,70             | 247 (2022)                        | 32                 | modifier les données · modifier les données |
| Courtetain-et-Salans         | 25175      | 25530       | Pontarlier     | Valdahon                                                          | CC des Portes du Haut-Doubs                  | 6,85             | 91 (2022)                         | 13                 | modifier les données · modifier les données |
| Courvières                   | 25176      | 25560       | Pontarlier     | Frasne                                                            | CC du Plateau de Frasne et du Val du Drugeon | 10,94            | 319 (2022)                        | 29                 | modifier les données · modifier les données |
| Crosey-le-Grand              | 25177      | 25340       | Montbéliard    | Bavans                                                            | CC du Pays de Sancey-Belleherbe              | 10,28            | 148 (2022)                        | 14                 | modifier les données · modifier les données |
| Crosey-le-Petit              | 25178      | 25340       | Montbéliard    | Bavans                                                            | CC du Pays de Sancey-Belleherbe              | 9,60             | 121 (2022)                        | 13                 | modifier les données · modifier les données |
| Le Crouzet                   | 25179      | 25240       | Pontarlier     | Frasne                                                            | CC des Lacs et Montagnes du Haut-Doubs       | 3,77             | 56 (2022)                         | 15                 | modifier les données · modifier les données |
| Crouzet-Migette              | 25180      | 25270       | Besançon       | Ornans                                                            | CC Loue-Lison                                | 5,67             | 117 (2022)                        | 21                 | modifier les données · modifier les données |
| Cubrial                      | 25181      | 25680       | Besançon       | Baume-les-Dames                                                   | CC des Deux Vallées Vertes                   | 5,92             | 148 (2022)                        | 25                 | modifier les données · modifier les données |
| Cubry                        | 25182      | 25680       | Besançon       | Baume-les-Dames                                                   | CC des Deux Vallées Vertes                   | 5,40             | 102 (2022)                        | 19                 | modifier les données · modifier les données |
| Cusance                      | 25183      | 25110       | Besançon       | Baume-les-Dames                                                   | CC du Doubs Baumois                          | 4,04             | 76 (2022)                         | 19                 | modifier les données · modifier les données |
| Cuse-et-Adrisans             | 25184      | 25680       | Besançon       | Baume-les-Dames                                                   | CC des Deux Vallées Vertes                   | 5,42             | 280 (2022)                        | 52                 | modifier les données · modifier les données |
| Cussey-sur-l'Ognon           | 25186      | 25870       | Besançon       | Baume-les-Dames                                                   | CU Grand Besançon Métropole                  | 7,55             | 1 049 (2022)                      | 139                | modifier les données · modifier les données |
| Cussey-sur-Lison             | 25185      | 25440       | Besançon       | Saint-Vit                                                         | CC Loue-Lison                                | 8,55             | 68 (2022)                         | 8,0                | modifier les données · modifier les données |
| Dambelin                     | 25187      | 25150       | Montbéliard    | Valentigney                                                       | CA Pays de Montbéliard Agglomération         | 12,43            | 506 (2022)                        | 41                 | modifier les données · modifier les données |
| Dambenois                    | 25188      | 25600       | Montbéliard    | Bethoncourt                                                       | CA Pays de Montbéliard Agglomération         | 3,28             | 727 (2022)                        | 222                | modifier les données · modifier les données |
| Dammartin-les-Templiers      | 25189      | 25110       | Besançon       | Baume-les-Dames                                                   | CC du Doubs Baumois                          | 9,91             | 207 (2022)                        | 21                 | modifier les données · modifier les données |
| Dampierre-les-Bois           | 25190      | 25490       | Montbéliard    | Audincourt                                                        | CA Pays de Montbéliard Agglomération         | 4,72             | 1 565 (2022)                      | 332                | modifier les données · modifier les données |
| Dampierre-sur-le-Doubs       | 25191      | 25420       | Montbéliard    | Bavans                                                            | CA Pays de Montbéliard Agglomération         | 3,16             | 452 (2022)                        | 143                | modifier les données · modifier les données |
| Dampjoux                     | 25192      | 25190       | Montbéliard    | Maîche                                                            | CA Pays de Montbéliard Agglomération         | 2,31             | 164 (2022)                        | 71                 | modifier les données · modifier les données |
| Damprichard                  | 25193      | 25450       | Montbéliard    | Maîche                                                            | CC du Pays de Maîche                         | 21,90            | 1 825 (2022)                      | 83                 | modifier les données · modifier les données |
| Dannemarie                   | 25194      | 25310       | Montbéliard    | Maîche                                                            | CA Pays de Montbéliard Agglomération         | 2,25             | 120 (2022)                        | 53                 | modifier les données · modifier les données |
| Dannemarie-sur-Crète         | 25195      | 25410       | Besançon       | Besançon-1                                                        | CU Grand Besançon Métropole                  | 4,06             | 1 503 (2022)                      | 370                | modifier les données · modifier les données |
| Dasle                        | 25196      | 25230       | Montbéliard    | Audincourt                                                        | CA Pays de Montbéliard Agglomération         | 5,67             | 1 370 (2022)                      | 242                | modifier les données · modifier les données |
| Deluz                        | 25197      | 25960       | Besançon       | Besançon-5                                                        | CU Grand Besançon Métropole                  | 8,03             | 627 (2022)                        | 78                 | modifier les données · modifier les données |
| Désandans                    | 25198      | 25750       | Montbéliard    | Bavans                                                            | CC des Deux Vallées Vertes                   | 5,47             | 717 (2022)                        | 131                | modifier les données · modifier les données |
| Déservillers                 | 25199      | 25330       | Besançon       | Ornans                                                            | CC Loue-Lison                                | 13,88            | 336 (2022)                        | 24                 | modifier les données · modifier les données |
| Devecey                      | 25200      | 25870       | Besançon       | Baume-les-Dames                                                   | CU Grand Besançon Métropole                  | 3,78             | 1 314 (2022)                      | 348                | modifier les données · modifier les données |
| Dommartin                    | 25201      | 25300       | Pontarlier     | Pontarlier                                                        | CC du Grand Pontarlier                       | 6,39             | 819 (2022)                        | 128                | modifier les données · modifier les données |
| Dompierre-les-Tilleuls       | 25202      | 25560       | Pontarlier     | Frasne                                                            | CC du Plateau de Frasne et du Val du Drugeon | 12,94            | 291 (2022)                        | 22                 | modifier les données · modifier les données |
| Domprel                      | 25203      | 25510       | Pontarlier     | Valdahon                                                          | CC des Portes du Haut-Doubs                  | 9,40             | 173 (2022)                        | 18                 | modifier les données · modifier les données |
| Doubs                        | 25204      | 25300       | Pontarlier     | Pontarlier                                                        | CC du Grand Pontarlier                       | 8,94             | 3 309 (2022)                      | 370                | modifier les données · modifier les données |
| Dung                         | 25207      | 25550       | Montbéliard    | Bavans                                                            | CA Pays de Montbéliard Agglomération         | 3,22             | 621 (2022)                        | 193                | modifier les données · modifier les données |
| Durnes                       | 25208      | 25580       | Besançon       | Ornans                                                            | CC Loue-Lison                                | 8,51             | 198 (2022)                        | 23                 | modifier les données · modifier les données |
| Échay                        | 25209      | 25440       | Besançon       | Saint-Vit                                                         | CC Loue-Lison                                | 5,49             | 115 (2022)                        | 21                 | modifier les données · modifier les données |
| Échenans                     | 25210      | 25550       | Montbéliard    | Bavans                                                            | CA Pays de Montbéliard Agglomération         | 1,70             | 163 (2022)                        | 96                 | modifier les données · modifier les données |
| Échevannes                   | 25211      | 25580       | Besançon       | Ornans                                                            | CC Loue-Lison                                | 5,23             | 87 (2022)                         | 17                 | modifier les données · modifier les données |
| École-Valentin               | 25212      | 25480       | Besançon       | Besançon-2                                                        | CU Grand Besançon Métropole                  | 3,22             | 2 620 (2022)                      | 814                | modifier les données · modifier les données |
| Les Écorces                  | 25213      | 25140       | Montbéliard    | Maîche                                                            | CC du Pays de Maîche                         | 9,51             | 766 (2022)                        | 81                 | modifier les données · modifier les données |
| Écot                         | 25214      | 25150       | Montbéliard    | Valentigney                                                       | CA Pays de Montbéliard Agglomération         | 11,02            | 497 (2022)                        | 45                 | modifier les données · modifier les données |
| L'Écouvotte                  | 25215      | 25640       | Besançon       | Baume-les-Dames                                                   | CC du Doubs Baumois                          | 2,16             | 97 (2022)                         | 45                 | modifier les données · modifier les données |
| Écurcey                      | 25216      | 25150       | Montbéliard    | Maîche                                                            | CA Pays de Montbéliard Agglomération         | 7,43             | 266 (2022)                        | 36                 | modifier les données · modifier les données |
| Émagny                       | 25217      | 25170       | Besançon       | Saint-Vit                                                         | CC du val marnaysien                         | 5,15             | 620 (2022)                        | 120                | modifier les données · modifier les données |
| Épenouse                     | 25218      | 25530       | Pontarlier     | Valdahon                                                          | CC des Portes du Haut-Doubs                  | 5,75             | 167 (2022)                        | 29                 | modifier les données · modifier les données |
| Épenoy                       | 25219      | 25800       | Pontarlier     | Valdahon                                                          | CC des Portes du Haut-Doubs                  | 13,25            | 643 (2022)                        | 49                 | modifier les données · modifier les données |
| Épeugney                     | 25220      | 25290       | Besançon       | Saint-Vit                                                         | CC Loue-Lison                                | 13,95            | 599 (2022)                        | 43                 | modifier les données · modifier les données |
| Esnans                       | 25221      | 25110       | Besançon       | Baume-les-Dames                                                   | CC du Doubs Baumois                          | 3,72             | 65 (2022)                         | 17                 | modifier les données · modifier les données |
| Étalans                      | 25222      | 25580 25620 | Pontarlier     | Valdahon                                                          | CC des Portes du Haut-Doubs                  | 40,91            | 1 648 (2022)                      | 40                 | modifier les données · modifier les données |
| Éternoz-Vallée-du-Lison      | 25223      | 25330       | Besançon       | Ornans                                                            | CC Loue-Lison                                | 35,28            | 345 (2022)                        | 9,8                | modifier les données · modifier les données |
| Étouvans                     | 25224      | 25260       | Montbéliard    | Bavans                                                            | CA Pays de Montbéliard Agglomération         | 6,56             | 824 (2022)                        | 126                | modifier les données · modifier les données |
| Étrabonne                    | 25225      | 25170       | Besançon       | Saint-Vit                                                         | CC du val marnaysien                         | 5,52             | 184 (2022)                        | 33                 | modifier les données · modifier les données |
| Étrappe                      | 25226      | 25250       | Montbéliard    | Bavans                                                            | CC des Deux Vallées Vertes                   | 2,92             | 204 (2022)                        | 70                 | modifier les données · modifier les données |
| Étray                        | 25227      | 25800       | Pontarlier     | Valdahon                                                          | CC des Portes du Haut-Doubs                  | 6,00             | 290 (2022)                        | 48                 | modifier les données · modifier les données |
| Étupes                       | 25228      | 25460       | Montbéliard    | Bethoncourt                                                       | CA Pays de Montbéliard Agglomération         | 9,87             | 3 711 (2022)                      | 376                | modifier les données · modifier les données |
| Évillers                     | 25229      | 25520       | Pontarlier     | Ornans                                                            | CC Altitude 800                              | 13,02            | 390 (2022)                        | 30                 | modifier les données · modifier les données |
| Exincourt                    | 25230      | 25400       | Montbéliard    | Bethoncourt                                                       | CA Pays de Montbéliard Agglomération         | 3,45             | 3 273 (2022)                      | 949                | modifier les données · modifier les données |
| Eysson                       | 25231      | 25530       | Pontarlier     | Valdahon                                                          | CC des Portes du Haut-Doubs                  | 6,01             | 123 (2022)                        | 20                 | modifier les données · modifier les données |
| Faimbe                       | 25232      | 25250       | Montbéliard    | Bavans                                                            | CC des Deux Vallées Vertes                   | 1,97             | 100 (2022)                        | 51                 | modifier les données · modifier les données |
| Fallerans                    | 25233      | 25580       | Pontarlier     | Valdahon                                                          | CC des Portes du Haut-Doubs                  | 10,78            | 294 (2022)                        | 27                 | modifier les données · modifier les données |
| Ferrières-le-Lac             | 25234      | 25470       | Montbéliard    | Maîche                                                            | CC du Pays de Maîche                         | 2,47             | 168 (2022)                        | 68                 | modifier les données · modifier les données |
| Ferrières-les-Bois           | 25235      | 25410       | Besançon       | Saint-Vit                                                         | CC du val marnaysien                         | 4,17             | 326 (2022)                        | 78                 | modifier les données · modifier les données |
| Fertans                      | 25236      | 25330       | Besançon       | Ornans                                                            | CC Loue-Lison                                | 8,19             | 314 (2022)                        | 38                 | modifier les données · modifier les données |
| Fesches-le-Châtel            | 25237      | 25490       | Montbéliard    | Bethoncourt                                                       | CA Pays de Montbéliard Agglomération         | 3,46             | 2 147 (2022)                      | 621                | modifier les données · modifier les données |
| Fessevillers                 | 25238      | 25470       | Montbéliard    | Maîche                                                            | CC du Pays de Maîche                         | 6,16             | 159 (2022)                        | 26                 | modifier les données · modifier les données |
| Feule                        | 25239      | 25190       | Montbéliard    | Valentigney                                                       | CA Pays de Montbéliard Agglomération         | 3,76             | 189 (2022)                        | 50                 | modifier les données · modifier les données |
| Les Fins                     | 25240      | 25500       | Pontarlier     | Morteau                                                           | CC du Val de Morteau                         | 25,39            | 3 062 (2022)                      | 121                | modifier les données · modifier les données |
| Flagey                       | 25241      | 25330       | Besançon       | Ornans                                                            | CC Loue-Lison                                | 7,79             | 132 (2022)                        | 17                 | modifier les données · modifier les données |
| Flagey-Rigney                | 25242      | 25640       | Besançon       | Baume-les-Dames                                                   | CC du Doubs Baumois                          | 3,03             | 133 (2022)                        | 44                 | modifier les données · modifier les données |
| Flangebouche                 | 25243      | 25390       | Pontarlier     | Valdahon                                                          | CC des Portes du Haut-Doubs                  | 23,27            | 833 (2022)                        | 36                 | modifier les données · modifier les données |
| Fleurey                      | 25244      | 25190       | Montbéliard    | Maîche                                                            | CC du Pays de Maîche                         | 8,04             | 85 (2022)                         | 11                 | modifier les données · modifier les données |
| Fontain                      | 25245      | 25660 25720 | Besançon       | Besançon-5                                                        | CU Grand Besançon Métropole                  | 21,25            | 1 200 (2022)                      | 56                 | modifier les données · modifier les données |
| Fontaine-lès-Clerval         | 25246      | 25340       | Montbéliard    | Bavans                                                            | CC des Deux Vallées Vertes                   | 11,50            | 259 (2022)                        | 23                 | modifier les données · modifier les données |
| Fontenelle-Montby            | 25247      | 25340       | Besançon       | Baume-les-Dames                                                   | CC des Deux Vallées Vertes                   | 6,65             | 81 (2022)                         | 12                 | modifier les données · modifier les données |
| Les Fontenelles              | 25248      | 25210       | Pontarlier     | Morteau                                                           | CC du Plateau du Russey                      | 8,38             | 538 (2022)                        | 64                 | modifier les données · modifier les données |
| Fontenotte                   | 25249      | 25110       | Besançon       | Baume-les-Dames                                                   | CC du Doubs Baumois                          | 5,65             | 63 (2022)                         | 11                 | modifier les données · modifier les données |
| Fourbanne                    | 25251      | 25110       | Besançon       | Baume-les-Dames                                                   | CC du Doubs Baumois                          | 1,97             | 161 (2022)                        | 82                 | modifier les données · modifier les données |
| Fourcatier-et-Maison-Neuve   | 25252      | 25370       | Pontarlier     | Frasne                                                            | CC des Lacs et Montagnes du Haut-Doubs       | 2,75             | 124 (2022)                        | 45                 | modifier les données · modifier les données |
| Fourg                        | 25253      | 25440       | Besançon       | Saint-Vit                                                         | CC Loue-Lison                                | 12,10            | 373 (2022)                        | 31                 | modifier les données · modifier les données |
| Les Fourgs                   | 25254      | 25300       | Pontarlier     | Frasne                                                            | CC des Lacs et Montagnes du Haut-Doubs       | 27,99            | 1 429 (2022)                      | 51                 | modifier les données · modifier les données |
| Fournet-Blancheroche         | 25255      | 25140       | Montbéliard    | Maîche                                                            | CC du Pays de Maîche                         | 13,08            | 351 (2022)                        | 27                 | modifier les données · modifier les données |
| Fournets-Luisans             | 25288      | 25390       | Pontarlier     | Valdahon                                                          | CC des Portes du Haut-Doubs                  | 27,71            | 738 (2022)                        | 27                 | modifier les données · modifier les données |
| Frambouhans                  | 25256      | 25140       | Montbéliard    | Maîche                                                            | CC du Pays de Maîche                         | 10,10            | 878 (2022)                        | 87                 | modifier les données · modifier les données |
| Franey                       | 25257      | 25170       | Besançon       | Saint-Vit                                                         | CC du val marnaysien                         | 3,38             | 267 (2022)                        | 79                 | modifier les données · modifier les données |
| Franois                      | 25258      | 25770       | Besançon       | Besançon-1                                                        | CU Grand Besançon Métropole                  | 7,29             | 2 250 (2022)                      | 309                | modifier les données · modifier les données |
| Frasne                       | 25259      | 25560       | Pontarlier     | Frasne                                                            | CC du Plateau de Frasne et du Val du Drugeon | 32,87            | 1 958 (2022)                      | 60                 | modifier les données · modifier les données |
| Froidevaux                   | 25261      | 25190       | Montbéliard    | Maîche                                                            | CC du Pays de Sancey-Belleherbe              | 3,98             | 80 (2022)                         | 20                 | modifier les données · modifier les données |
| Fuans                        | 25262      | 25390       | Pontarlier     | Valdahon                                                          | CC des Portes du Haut-Doubs                  | 11,10            | 472 (2022)                        | 43                 | modifier les données · modifier les données |
| Gellin                       | 25263      | 25240       | Pontarlier     | Frasne                                                            | CC des Lacs et Montagnes du Haut-Doubs       | 4,87             | 264 (2022)                        | 54                 | modifier les données · modifier les données |
| Gémonval                     | 25264      | 25250       | Montbéliard    | Bavans                                                            | CC des Deux Vallées Vertes                   | 3,39             | 82 (2022)                         | 24                 | modifier les données · modifier les données |
| Geneuille                    | 25265      | 25870       | Besançon       | Baume-les-Dames                                                   | CU Grand Besançon Métropole                  | 6,45             | 1 264 (2022)                      | 196                | modifier les données · modifier les données |
| Geney                        | 25266      | 25250       | Montbéliard    | Bavans                                                            | CC des Deux Vallées Vertes                   | 4,33             | 125 (2022)                        | 29                 | modifier les données · modifier les données |
| Gennes                       | 25267      | 25660       | Besançon       | Besançon-5                                                        | CU Grand Besançon Métropole                  | 7,18             | 676 (2022)                        | 94                 | modifier les données · modifier les données |
| Germéfontaine                | 25268      | 25510       | Pontarlier     | Valdahon                                                          | CC des Portes du Haut-Doubs                  | 11,16            | 117 (2022)                        | 10                 | modifier les données · modifier les données |
| Germondans                   | 25269      | 25640       | Besançon       | Baume-les-Dames                                                   | CC du Doubs Baumois                          | 3,52             | 59 (2022)                         | 17                 | modifier les données · modifier les données |
| Gevresin                     | 25270      | 25270       | Besançon       | Ornans                                                            | CC Altitude 800                              | 6,91             | 153 (2022)                        | 22                 | modifier les données · modifier les données |
| Gilley                       | 25271      | 25650       | Pontarlier     | Ornans                                                            | CC de Montbenoît                             | 17,27            | 1 805 (2022)                      | 105                | modifier les données · modifier les données |
| Glamondans                   | 25273      | 25360       | Besançon       | Baume-les-Dames                                                   | CC du Doubs Baumois                          | 9,76             | 196 (2022)                        | 20                 | modifier les données · modifier les données |
| Glay                         | 25274      | 25310       | Montbéliard    | Maîche                                                            | CA Pays de Montbéliard Agglomération         | 6,49             | 340 (2022)                        | 52                 | modifier les données · modifier les données |
| Glère                        | 25275      | 25190       | Montbéliard    | Maîche                                                            | CC du Pays de Maîche                         | 15,93            | 180 (2022)                        | 11                 | modifier les données · modifier les données |
| Gondenans-les-Moulins        | 25277      | 25680       | Besançon       | Baume-les-Dames                                                   | CC des Deux Vallées Vertes                   | 3,93             | 83 (2022)                         | 21                 | modifier les données · modifier les données |
| Gondenans-Montby             | 25276      | 25340       | Besançon       | Baume-les-Dames                                                   | CC des Deux Vallées Vertes                   | 11,78            | 163 (2022)                        | 14                 | modifier les données · modifier les données |
| Gonsans                      | 25278      | 25360       | Besançon       | Baume-les-Dames                                                   | CC des Portes du Haut-Doubs                  | 17,29            | 559 (2022)                        | 32                 | modifier les données · modifier les données |
| Gouhelans                    | 25279      | 25680       | Besançon       | Baume-les-Dames                                                   | CC des Deux Vallées Vertes                   | 6,17             | 118 (2022)                        | 19                 | modifier les données · modifier les données |
| Goumois                      | 25280      | 25470       | Montbéliard    | Maîche                                                            | CC du Pays de Maîche                         | 5,83             | 167 (2022)                        | 29                 | modifier les données · modifier les données |
| Goux-lès-Dambelin            | 25281      | 25150       | Montbéliard    | Valentigney                                                       | CA Pays de Montbéliard Agglomération         | 8,90             | 272 (2022)                        | 31                 | modifier les données · modifier les données |
| Goux-sous-Landet             | 25283      | 25440       | Besançon       | Saint-Vit                                                         | CC Loue-Lison                                | 5,42             | 60 (2022)                         | 11                 | modifier les données · modifier les données |
| Grand-Charmont               | 25284      | 25200       | Montbéliard    | Bethoncourt                                                       | CA Pays de Montbéliard Agglomération         | 4,56             | 5 865 (2022)                      | 1 286              | modifier les données · modifier les données |
| Grand'Combe-Châteleu         | 25285      | 25570       | Pontarlier     | Morteau                                                           | CC du Val de Morteau                         | 21,46            | 1 507 (2022)                      | 70                 | modifier les données · modifier les données |
| Grand'Combe-des-Bois         | 25286      | 25210       | Pontarlier     | Morteau                                                           | CC du Plateau du Russey                      | 11,87            | 122 (2022)                        | 10                 | modifier les données · modifier les données |
| Grandfontaine                | 25287      | 25320       | Besançon       | Besançon-1                                                        | CU Grand Besançon Métropole                  | 5,68             | 1 810 (2022)                      | 319                | modifier les données · modifier les données |
| Grandfontaine-sur-Creuse     | 25289      | 25510       | Pontarlier     | Valdahon                                                          | CC des Portes du Haut-Doubs                  | 5,90             | 73 (2022)                         | 12                 | modifier les données · modifier les données |
| La Grange                    | 25290      | 25380       | Montbéliard    | Valdahon                                                          | CC du Pays de Sancey-Belleherbe              | 6,16             | 97 (2022)                         | 16                 | modifier les données · modifier les données |
| Granges-Narboz               | 25293      | 25300       | Pontarlier     | Pontarlier                                                        | CC du Grand Pontarlier                       | 16,22            | 1 355 (2022)                      | 84                 | modifier les données · modifier les données |
| Les Grangettes               | 25295      | 25160       | Pontarlier     | Frasne                                                            | CC des Lacs et Montagnes du Haut-Doubs       | 5,38             | 323 (2022)                        | 60                 | modifier les données · modifier les données |
| Les Gras                     | 25296      | 25790       | Pontarlier     | Morteau                                                           | CC du Val de Morteau                         | 14,99            | 804 (2022)                        | 54                 | modifier les données · modifier les données |
| Grosbois                     | 25298      | 25110       | Besançon       | Baume-les-Dames                                                   | CC du Doubs Baumois                          | 2,96             | 257 (2022)                        | 87                 | modifier les données · modifier les données |
| Guillon-les-Bains            | 25299      | 25110       | Besançon       | Baume-les-Dames                                                   | CC du Doubs Baumois                          | 4,72             | 109 (2022)                        | 23                 | modifier les données · modifier les données |
| Guyans-Durnes                | 25300      | 25580       | Besançon       | Valdahon                                                          | CC des Portes du Haut-Doubs                  | 9,03             | 317 (2022)                        | 35                 | modifier les données · modifier les données |
| Guyans-Vennes                | 25301      | 25390       | Pontarlier     | Valdahon                                                          | CC des Portes du Haut-Doubs                  | 19,67            | 847 (2022)                        | 43                 | modifier les données · modifier les données |
| Hérimoncourt                 | 25304      | 25310       | Montbéliard    | Audincourt                                                        | CA Pays de Montbéliard Agglomération         | 7,29             | 3 530 (2022)                      | 484                | modifier les données · modifier les données |
| L'Hôpital-du-Grosbois        | 25305      | 25620       | Besançon       | Ornans                                                            | CC Loue-Lison                                | 7,84             | 605 (2022)                        | 77                 | modifier les données · modifier les données |
| L'Hôpital-Saint-Lieffroy     | 25306      | 25340       | Montbéliard    | Bavans                                                            | CC des Deux Vallées Vertes                   | 3,43             | 122 (2022)                        | 36                 | modifier les données · modifier les données |
| Les Hôpitaux-Neufs           | 25307      | 25370       | Pontarlier     | Frasne                                                            | CC des Lacs et Montagnes du Haut-Doubs       | 6,56             | 947 (2022)                        | 144                | modifier les données · modifier les données |
| Les Hôpitaux-Vieux           | 25308      | 25370       | Pontarlier     | Frasne                                                            | CC des Lacs et Montagnes du Haut-Doubs       | 14,21            | 463 (2022)                        | 33                 | modifier les données · modifier les données |
| Houtaud                      | 25309      | 25300       | Pontarlier     | Pontarlier                                                        | CC du Grand Pontarlier                       | 7,89             | 1 197 (2022)                      | 152                | modifier les données · modifier les données |
| Huanne-Montmartin            | 25310      | 25680       | Besançon       | Baume-les-Dames                                                   | CC des Deux Vallées Vertes                   | 3,43             | 105 (2022)                        | 31                 | modifier les données · modifier les données |
| Hyémondans                   | 25311      | 25250       | Montbéliard    | Bavans                                                            | CC des Deux Vallées Vertes                   | 6,87             | 203 (2022)                        | 30                 | modifier les données · modifier les données |
| Hyèvre-Magny                 | 25312      | 25110       | Besançon       | Baume-les-Dames                                                   | CC du Doubs Baumois                          | 3,41             | 63 (2022)                         | 18                 | modifier les données · modifier les données |
| Hyèvre-Paroisse              | 25313      | 25110       | Besançon       | Baume-les-Dames                                                   | CC du Doubs Baumois                          | 8,79             | 192 (2022)                        | 22                 | modifier les données · modifier les données |
| Indevillers                  | 25314      | 25470       | Montbéliard    | Maîche                                                            | CC du Pays de Maîche                         | 22,81            | 248 (2022)                        | 11                 | modifier les données · modifier les données |
| L'Isle-sur-le-Doubs          | 25315      | 25250       | Montbéliard    | Bavans                                                            | CC des Deux Vallées Vertes                   | 10,67            | 2 812 (2022)                      | 264                | modifier les données · modifier les données |
| Issans                       | 25316      | 25550       | Montbéliard    | Bavans                                                            | CA Pays de Montbéliard Agglomération         | 2,72             | 241 (2022)                        | 89                 | modifier les données · modifier les données |
| Jallerange                   | 25317      | 25170       | Besançon       | Saint-Vit                                                         | CC du val marnaysien                         | 5,41             | 277 (2022)                        | 51                 | modifier les données · modifier les données |
| Jougne                       | 25318      | 25370       | Pontarlier     | Frasne                                                            | CC des Lacs et Montagnes du Haut-Doubs       | 29,03            | 1 915 (2022)                      | 66                 | modifier les données · modifier les données |
| Labergement-Sainte-Marie     | 25320      | 25160       | Pontarlier     | Frasne                                                            | CC des Lacs et Montagnes du Haut-Doubs       | 22,12            | 1 257 (2022)                      | 57                 | modifier les données · modifier les données |
| Laire                        | 25322      | 25550       | Montbéliard    | Bavans                                                            | CC du pays d'Héricourt                       | 3,17             | 410 (2022)                        | 129                | modifier les données · modifier les données |
| Laissey                      | 25323      | 25820       | Besançon       | Baume-les-Dames                                                   | CC du Doubs Baumois                          | 2,86             | 442 (2022)                        | 155                | modifier les données · modifier les données |
| Lanans                       | 25324      | 25360       | Besançon       | Bavans                                                            | CC du Pays de Sancey-Belleherbe              | 10,05            | 162 (2022)                        | 16                 | modifier les données · modifier les données |
| Landresse                    | 25325      | 25530       | Pontarlier     | Valdahon                                                          | CC des Portes du Haut-Doubs                  | 14,43            | 238 (2022)                        | 16                 | modifier les données · modifier les données |
| Lantenne-Vertière            | 25326      | 25170       | Besançon       | Saint-Vit                                                         | CC du val marnaysien                         | 9,88             | 545 (2022)                        | 55                 | modifier les données · modifier les données |
| Lanthenans                   | 25327      | 25250       | Montbéliard    | Bavans                                                            | CC des Deux Vallées Vertes                   | 3,36             | 70 (2022)                         | 21                 | modifier les données · modifier les données |
| Larnod                       | 25328      | 25720       | Besançon       | Besançon-6                                                        | CU Grand Besançon Métropole                  | 4,05             | 784 (2022)                        | 194                | modifier les données · modifier les données |
| Laval-le-Prieuré             | 25329      | 25210       | Pontarlier     | Morteau                                                           | CC du Plateau du Russey                      | 5,29             | 33 (2022)                         | 6,2                | modifier les données · modifier les données |
| Lavans-Quingey               | 25330      | 25440       | Besançon       | Saint-Vit                                                         | CC Loue-Lison                                | 5,90             | 182 (2022)                        | 31                 | modifier les données · modifier les données |
| Lavans-Vuillafans            | 25331      | 25580       | Besançon       | Ornans                                                            | CC Loue-Lison                                | 10,16            | 238 (2022)                        | 23                 | modifier les données · modifier les données |
| Lavernay                     | 25332      | 25170       | Besançon       | Saint-Vit                                                         | CC du val marnaysien                         | 7,74             | 577 (2022)                        | 75                 | modifier les données · modifier les données |
| Laviron                      | 25333      | 25510       | Pontarlier     | Valdahon                                                          | CC des Portes du Haut-Doubs                  | 19,92            | 352 (2022)                        | 18                 | modifier les données · modifier les données |
| Levier                       | 25334      | 25270       | Pontarlier     | Frasne                                                            | CC Altitude 800                              | 44,34            | 2 345 (2022)                      | 53                 | modifier les données · modifier les données |
| Liebvillers                  | 25335      | 25190       | Montbéliard    | Maîche                                                            | CC du Pays de Maîche                         | 3,03             | 147 (2022)                        | 49                 | modifier les données · modifier les données |
| Liesle                       | 25336      | 25440       | Besançon       | Saint-Vit                                                         | CC Loue-Lison                                | 16,54            | 558 (2022)                        | 34                 | modifier les données · modifier les données |
| Lizine                       | 25338      | 25330       | Besançon       | Ornans                                                            | CC Loue-Lison                                | 7,33             | 91 (2022)                         | 12                 | modifier les données · modifier les données |
| Lods                         | 25339      | 25930       | Besançon       | Ornans                                                            | CC Loue-Lison                                | 6,25             | 244 (2022)                        | 39                 | modifier les données · modifier les données |
| Lombard                      | 25340      | 25440       | Besançon       | Saint-Vit                                                         | CC Loue-Lison                                | 5,92             | 195 (2022)                        | 33                 | modifier les données · modifier les données |
| Lomont-sur-Crête             | 25341      | 25110       | Besançon       | Baume-les-Dames                                                   | CC du Doubs Baumois                          | 9,79             | 171 (2022)                        | 17                 | modifier les données · modifier les données |
| Longechaux                   | 25342      | 25690       | Pontarlier     | Valdahon                                                          | CC des Portes du Haut-Doubs                  | 5,13             | 78 (2022)                         | 15                 | modifier les données · modifier les données |
| Longemaison                  | 25343      | 25690       | Pontarlier     | Valdahon                                                          | CC des Portes du Haut-Doubs                  | 9,63             | 163 (2022)                        | 17                 | modifier les données · modifier les données |
| Longevelle-lès-Russey        | 25344      | 25380       | Pontarlier     | Valdahon                                                          | CC du Pays de Sancey-Belleherbe              | 2,56             | 40 (2022)                         | 16                 | modifier les données · modifier les données |
| Longevelle-sur-Doubs         | 25345      | 25260       | Montbéliard    | Bavans                                                            | CA Pays de Montbéliard Agglomération         | 8,31             | 653 (2022)                        | 79                 | modifier les données · modifier les données |
| Longeville                   | 25346      | 25330       | Besançon       | Ornans                                                            | CC Loue-Lison                                | 9,46             | 180 (2022)                        | 19                 | modifier les données · modifier les données |
| Longevilles-Mont-d'Or        | 25348      | 25370       | Pontarlier     | Frasne                                                            | CC des Lacs et Montagnes du Haut-Doubs       | 13,25            | 615 (2022)                        | 46                 | modifier les données · modifier les données |
| Loray                        | 25349      | 25390       | Pontarlier     | Valdahon                                                          | CC des Portes du Haut-Doubs                  | 14,39            | 636 (2022)                        | 44                 | modifier les données · modifier les données |
| Lougres                      | 25350      | 25260       | Montbéliard    | Bavans                                                            | CA Pays de Montbéliard Agglomération         | 5,97             | 725 (2022)                        | 121                | modifier les données · modifier les données |
| Le Luhier                    | 25351      | 25210       | Pontarlier     | Morteau                                                           | CC du Plateau du Russey                      | 5,21             | 243 (2022)                        | 47                 | modifier les données · modifier les données |
| Luxiol                       | 25354      | 25110       | Besançon       | Baume-les-Dames                                                   | CC du Doubs Baumois                          | 6,44             | 156 (2022)                        | 24                 | modifier les données · modifier les données |
| Magny-Châtelard              | 25355      | 25360       | Pontarlier     | Valdahon                                                          | CC des Portes du Haut-Doubs                  | 4,20             | 64 (2022)                         | 15                 | modifier les données · modifier les données |
| Maîche                       | 25356      | 25120       | Montbéliard    | Maîche                                                            | CC du Pays de Maîche                         | 17,42            | 4 226 (2022)                      | 243                | modifier les données · modifier les données |
| Maisons-du-Bois-Lièvremont   | 25357      | 25650       | Pontarlier     | Ornans                                                            | CC de Montbenoît                             | 15,79            | 846 (2022)                        | 54                 | modifier les données · modifier les données |
| Malans                       | 25359      | 25330       | Besançon       | Ornans                                                            | CC Loue-Lison                                | 10,49            | 151 (2022)                        | 14                 | modifier les données · modifier les données |
| Malbrans                     | 25360      | 25620       | Besançon       | Ornans                                                            | CC Loue-Lison                                | 8,74             | 167 (2022)                        | 19                 | modifier les données · modifier les données |
| Malbuisson                   | 25361      | 25160       | Pontarlier     | Frasne                                                            | CC des Lacs et Montagnes du Haut-Doubs       | 6,60             | 883 (2022)                        | 134                | modifier les données · modifier les données |
| Malpas                       | 25362      | 25160       | Pontarlier     | Frasne                                                            | CC des Lacs et Montagnes du Haut-Doubs       | 5,78             | 287 (2022)                        | 50                 | modifier les données · modifier les données |
| Mamirolle                    | 25364      | 25620       | Besançon       | Besançon-5                                                        | CU Grand Besançon Métropole                  | 14,46            | 1 974 (2022)                      | 137                | modifier les données · modifier les données |
| Mancenans                    | 25365      | 25250       | Montbéliard    | Bavans                                                            | CC des Deux Vallées Vertes                   | 11,94            | 318 (2022)                        | 27                 | modifier les données · modifier les données |
| Mancenans-Lizerne            | 25366      | 25120       | Montbéliard    | Maîche                                                            | CC du Pays de Maîche                         | 6,09             | 184 (2022)                        | 30                 | modifier les données · modifier les données |
| Mandeure                     | 25367      | 25350       | Montbéliard    | Valentigney                                                       | CA Pays de Montbéliard Agglomération         | 15,13            | 4 672 (2022)                      | 309                | modifier les données · modifier les données |
| Marchaux-Chaudefontaine      | 25368      | 25640       | Besançon       | Besançon-4                                                        | CU Grand Besançon Métropole                  | 16,39            | 1 429 (2022)                      | 87                 | modifier les données · modifier les données |
| Marvelise                    | 25369      | 25250       | Montbéliard    | Bavans                                                            | CC des Deux Vallées Vertes                   | 4,21             | 150 (2022)                        | 36                 | modifier les données · modifier les données |
| Mathay                       | 25370      | 25700       | Montbéliard    | Valentigney                                                       | CA Pays de Montbéliard Agglomération         | 14,85            | 2 131 (2022)                      | 144                | modifier les données · modifier les données |
| Mazerolles-le-Salin          | 25371      | 25170       | Besançon       | Besançon-2                                                        | CU Grand Besançon Métropole                  | 4,20             | 220 (2022)                        | 52                 | modifier les données · modifier les données |
| Médière                      | 25372      | 25250       | Montbéliard    | Bavans                                                            | CC des Deux Vallées Vertes                   | 5,73             | 282 (2022)                        | 49                 | modifier les données · modifier les données |
| Le Mémont                    | 25373      | 25210       | Pontarlier     | Morteau                                                           | CC du Plateau du Russey                      | 3,16             | 45 (2022)                         | 14                 | modifier les données · modifier les données |
| Mercey-le-Grand              | 25374      | 25410       | Besançon       | Saint-Vit                                                         | CC du val marnaysien                         | 6,56             | 531 (2022)                        | 81                 | modifier les données · modifier les données |
| Mérey-Vieilley               | 25376      | 25870       | Besançon       | Baume-les-Dames                                                   | CU Grand Besançon Métropole                  | 3,42             | 168 (2022)                        | 49                 | modifier les données · modifier les données |
| Mésandans                    | 25377      | 25680       | Besançon       | Baume-les-Dames                                                   | CC des Deux Vallées Vertes                   | 5,66             | 234 (2022)                        | 41                 | modifier les données · modifier les données |
| Meslières                    | 25378      | 25310       | Montbéliard    | Maîche                                                            | CA Pays de Montbéliard Agglomération         | 2,99             | 330 (2022)                        | 110                | modifier les données · modifier les données |
| Mesmay                       | 25379      | 25440       | Besançon       | Saint-Vit                                                         | CC Loue-Lison                                | 3,11             | 68 (2022)                         | 22                 | modifier les données · modifier les données |
| Métabief                     | 25380      | 25370       | Pontarlier     | Frasne                                                            | CC des Lacs et Montagnes du Haut-Doubs       | 5,76             | 1 395 (2022)                      | 242                | modifier les données · modifier les données |
| Miserey-Salines              | 25381      | 25480       | Besançon       | Besançon-3                                                        | CU Grand Besançon Métropole                  | 6,22             | 2 660 (2022)                      | 428                | modifier les données · modifier les données |
| Moncey                       | 25382      | 25870       | Besançon       | Baume-les-Dames                                                   | CC du Doubs Baumois                          | 5,00             | 629 (2022)                        | 126                | modifier les données · modifier les données |
| Moncley                      | 25383      | 25170       | Besançon       | Saint-Vit                                                         | CC du val marnaysien                         | 7,92             | 296 (2022)                        | 37                 | modifier les données · modifier les données |
| Mondon                       | 25384      | 25680       | Besançon       | Baume-les-Dames                                                   | CC des Deux Vallées Vertes                   | 4,50             | 79 (2022)                         | 18                 | modifier les données · modifier les données |
| Mont-de-Laval                | 25391      | 25210       | Pontarlier     | Morteau                                                           | CC du Plateau du Russey                      | 8,44             | 190 (2022)                        | 23                 | modifier les données · modifier les données |
| Mont-de-Vougney              | 25392      | 25120       | Montbéliard    | Maîche                                                            | CC du Pays de Maîche                         | 7,03             | 195 (2022)                        | 28                 | modifier les données · modifier les données |
| Montagney-Servigney          | 25385      | 25680       | Besançon       | Baume-les-Dames                                                   | CC des Deux Vallées Vertes                   | 6,55             | 123 (2022)                        | 19                 | modifier les données · modifier les données |
| Montancy                     | 25386      | 25190       | Montbéliard    | Maîche                                                            | CC du Pays de Maîche                         | 8,86             | 119 (2022)                        | 13                 | modifier les données · modifier les données |
| Montandon                    | 25387      | 25190       | Montbéliard    | Maîche                                                            | CC du Pays de Maîche                         | 12,71            | 372 (2022)                        | 29                 | modifier les données · modifier les données |
| Montbéliard                  | 25388      | 25200       | Montbéliard    | Montbéliard                                                       | CA Pays de Montbéliard Agglomération         | 15,01            | 25 516 (2022)                     | 1 700              | modifier les données · modifier les données |
| Montbéliardot                | 25389      | 25210       | Pontarlier     | Morteau                                                           | CC du Plateau du Russey                      | 3,80             | 113 (2022)                        | 30                 | modifier les données · modifier les données |
| Montécheroux                 | 25393      | 25190       | Montbéliard    | Maîche                                                            | CC du Pays de Maîche                         | 13,13            | 557 (2022)                        | 42                 | modifier les données · modifier les données |
| Montenois                    | 25394      | 25260       | Montbéliard    | Bavans                                                            | CA Pays de Montbéliard Agglomération         | 8,03             | 1 394 (2022)                      | 174                | modifier les données · modifier les données |
| Montfaucon                   | 25395      | 25660       | Besançon       | Besançon-5                                                        | CU Grand Besançon Métropole                  | 7,25             | 1 608 (2022)                      | 222                | modifier les données · modifier les données |
| Montferrand-le-Château       | 25397      | 25320       | Besançon       | Besançon-6                                                        | CU Grand Besançon Métropole                  | 7,48             | 2 191 (2022)                      | 293                | modifier les données · modifier les données |
| Montgesoye                   | 25400      | 25111       | Besançon       | Ornans                                                            | CC Loue-Lison                                | 11,06            | 494 (2022)                        | 45                 | modifier les données · modifier les données |
| Montivernage                 | 25401      | 25110       | Besançon       | Baume-les-Dames                                                   | CC du Doubs Baumois                          | 3,34             | 28 (2022)                         | 8,4                | modifier les données · modifier les données |
| Montjoie-le-Château          | 25402      | 25190       | Montbéliard    | Maîche                                                            | CC du Pays de Maîche                         | 5,39             | 22 (2022)                         | 4,1                | modifier les données · modifier les données |
| Montlebon                    | 25403      | 25500       | Pontarlier     | Morteau                                                           | CC du Val de Morteau                         | 27,27            | 2 227 (2022)                      | 82                 | modifier les données · modifier les données |
| Montmahoux                   | 25404      | 25270       | Besançon       | Ornans                                                            | CC Loue-Lison                                | 6,52             | 91 (2022)                         | 14                 | modifier les données · modifier les données |
| Montperreux                  | 25405      | 25160       | Pontarlier     | Frasne                                                            | CC des Lacs et Montagnes du Haut-Doubs       | 11,61            | 933 (2022)                        | 80                 | modifier les données · modifier les données |
| Montrond-le-Château          | 25406      | 25660       | Besançon       | Saint-Vit                                                         | CC Loue-Lison                                | 10,90            | 559 (2022)                        | 51                 | modifier les données · modifier les données |
| Les Monts-Ronds              | 25375      | 25620 25660 | Besançon       | Ornans                                                            | CC Loue-Lison                                | 17,12            | 669 (2022)                        | 39                 | modifier les données · modifier les données |
| Montussaint                  | 25408      | 25680       | Besançon       | Baume-les-Dames                                                   | CC des Deux Vallées Vertes                   | 3,04             | 54 (2022)                         | 18                 | modifier les données · modifier les données |
| Morre                        | 25410      | 25660       | Besançon       | Besançon-5                                                        | CU Grand Besançon Métropole                  | 5,27             | 1 321 (2022)                      | 251                | modifier les données · modifier les données |
| Morteau                      | 25411      | 25500       | Pontarlier     | Morteau                                                           | CC du Val de Morteau                         | 14,11            | 6 905 (2022)                      | 489                | modifier les données · modifier les données |
| Mouthe                       | 25413      | 25240       | Pontarlier     | Frasne                                                            | CC des Lacs et Montagnes du Haut-Doubs       | 38,73            | 1 025 (2022)                      | 26                 | modifier les données · modifier les données |
| Le Moutherot                 | 25414      | 25170       | Besançon       | Saint-Vit                                                         | CC du val marnaysien                         | 1,30             | 132 (2022)                        | 102                | modifier les données · modifier les données |
| Mouthier-Haute-Pierre        | 25415      | 25920       | Besançon       | Ornans                                                            | CC Loue-Lison                                | 12,13            | 357 (2022)                        | 29                 | modifier les données · modifier les données |
| Myon                         | 25416      | 25440       | Besançon       | Saint-Vit                                                         | CC Loue-Lison                                | 16,06            | 181 (2022)                        | 11                 | modifier les données · modifier les données |
| Naisey-les-Granges           | 25417      | 25360       | Besançon       | Baume-les-Dames                                                   | CC des Portes du Haut-Doubs                  | 25,13            | 822 (2022)                        | 33                 | modifier les données · modifier les données |
| Nancray                      | 25418      | 25360       | Besançon       | Besançon-5                                                        | CU Grand Besançon Métropole                  | 16,48            | 1 300 (2022)                      | 79                 | modifier les données · modifier les données |
| Nans                         | 25419      | 25680       | Besançon       | Baume-les-Dames                                                   | CC des Deux Vallées Vertes                   | 3,20             | 92 (2022)                         | 29                 | modifier les données · modifier les données |
| Nans-sous-Sainte-Anne        | 25420      | 25330       | Besançon       | Ornans                                                            | CC Loue-Lison                                | 8,86             | 169 (2022)                        | 19                 | modifier les données · modifier les données |
| Narbief                      | 25421      | 25210       | Pontarlier     | Morteau                                                           | CC du Plateau du Russey                      | 3,47             | 99 (2022)                         | 29                 | modifier les données · modifier les données |
| Neuchâtel-Urtière            | 25422      | 25150       | Montbéliard    | Valentigney                                                       | CA Pays de Montbéliard Agglomération         | 6,21             | 166 (2022)                        | 27                 | modifier les données · modifier les données |
| Noël-Cerneux                 | 25425      | 25500       | Pontarlier     | Morteau                                                           | CC du Plateau du Russey                      | 6,36             | 455 (2022)                        | 72                 | modifier les données · modifier les données |
| Noirefontaine                | 25426      | 25190       | Montbéliard    | Valentigney                                                       | CA Pays de Montbéliard Agglomération         | 3,35             | 325 (2022)                        | 97                 | modifier les données · modifier les données |
| Noironte                     | 25427      | 25170       | Besançon       | Besançon-2                                                        | CU Grand Besançon Métropole                  | 6,73             | 401 (2022)                        | 60                 | modifier les données · modifier les données |
| Nommay                       | 25428      | 25600       | Montbéliard    | Bethoncourt                                                       | CA Pays de Montbéliard Agglomération         | 3,19             | 1 601 (2022)                      | 502                | modifier les données · modifier les données |
| Novillars                    | 25429      | 25220       | Besançon       | Besançon-5                                                        | CU Grand Besançon Métropole                  | 2,02             | 1 345 (2022)                      | 666                | modifier les données · modifier les données |
| Ollans                       | 25430      | 25640       | Besançon       | Baume-les-Dames                                                   | CC du Doubs Baumois                          | 2,31             | 40 (2022)                         | 17                 | modifier les données · modifier les données |
| Onans                        | 25431      | 25250       | Montbéliard    | Bavans                                                            | CC des Deux Vallées Vertes                   | 14,21            | 366 (2022)                        | 26                 | modifier les données · modifier les données |
| Orchamps-Vennes              | 25432      | 25390       | Pontarlier     | Valdahon                                                          | CC des Portes du Haut-Doubs                  | 24,79            | 2 180 (2022)                      | 88                 | modifier les données · modifier les données |
| Orgeans-Blanchefontaine      | 25433      | 25120       | Montbéliard    | Maîche                                                            | CC du Pays de Maîche                         | 4,83             | 40 (2022)                         | 8,3                | modifier les données · modifier les données |
| Ornans                       | 25434      | 25290 25620 | Besançon       | Ornans                                                            | CC Loue-Lison                                | 35,72            | 4 421 (2022)                      | 124                | modifier les données · modifier les données |
| Orsans                       | 25435      | 25530       | Pontarlier     | Valdahon                                                          | CC des Portes du Haut-Doubs                  | 8,29             | 179 (2022)                        | 22                 | modifier les données · modifier les données |
| Orve                         | 25436      | 25430       | Montbéliard    | Bavans                                                            | CC du Pays de Sancey-Belleherbe              | 5,51             | 58 (2022)                         | 11                 | modifier les données · modifier les données |
| Osse                         | 25437      | 25360       | Besançon       | Baume-les-Dames                                                   | CC du Doubs Baumois                          | 8,21             | 364 (2022)                        | 44                 | modifier les données · modifier les données |
| Osselle-Routelle             | 25438      | 25320 25410 | Besançon       | Besançon-6                                                        | CU Grand Besançon Métropole                  | 10,74            | 956 (2022)                        | 89                 | modifier les données · modifier les données |
| Ougney-Douvot                | 25439      | 25640       | Besançon       | Baume-les-Dames                                                   | CC du Doubs Baumois                          | 6,56             | 253 (2022)                        | 39                 | modifier les données · modifier les données |
| Ouhans                       | 25440      | 25520       | Pontarlier     | Ornans                                                            | CC de Montbenoît                             | 15,85            | 393 (2022)                        | 25                 | modifier les données · modifier les données |
| Ouvans                       | 25441      | 25530       | Pontarlier     | Valdahon                                                          | CC des Portes du Haut-Doubs                  | 5,20             | 68 (2022)                         | 13                 | modifier les données · modifier les données |
| Oye-et-Pallet                | 25442      | 25160       | Pontarlier     | Frasne                                                            | CC des Lacs et Montagnes du Haut-Doubs       | 10,45            | 714 (2022)                        | 68                 | modifier les données · modifier les données |
| Palantine                    | 25443      | 25440       | Besançon       | Saint-Vit                                                         | CC Loue-Lison                                | 4,31             | 59 (2022)                         | 14                 | modifier les données · modifier les données |
| Palise                       | 25444      | 25870       | Besançon       | Baume-les-Dames                                                   | CU Grand Besançon Métropole                  | 2,09             | 145 (2022)                        | 69                 | modifier les données · modifier les données |
| Paroy                        | 25445      | 25440       | Besançon       | Saint-Vit                                                         | CC Loue-Lison                                | 4,37             | 118 (2022)                        | 27                 | modifier les données · modifier les données |
| Passavant                    | 25446      | 25360       | Besançon       | Baume-les-Dames                                                   | CC du Doubs Baumois                          | 14,98            | 182 (2022)                        | 12                 | modifier les données · modifier les données |
| Passonfontaine               | 25447      | 25690       | Pontarlier     | Valdahon                                                          | CC des Portes du Haut-Doubs                  | 19,49            | 334 (2022)                        | 17                 | modifier les données · modifier les données |
| Pays-de-Clerval              | 25156      | 25340       | Montbéliard    | Bavans                                                            | CC des Deux Vallées Vertes                   | 22,55            | 1 161 (2022)                      | 51                 | modifier les données · modifier les données |
| Pays-de-Montbenoît           | 25390      | 25650       | Pontarlier     | Ornans                                                            | CC de Montbenoît                             | 46,52            | 1 914 (2022)                      | 41                 | modifier les données · modifier les données |
| Pelousey                     | 25448      | 25170       | Besançon       | Besançon-2                                                        | CU Grand Besançon Métropole                  | 6,18             | 1 588 (2022)                      | 257                | modifier les données · modifier les données |
| Péseux                       | 25449      | 25190       | Montbéliard    | Valdahon                                                          | CC du Pays de Sancey-Belleherbe              | 6,63             | 136 (2022)                        | 21                 | modifier les données · modifier les données |
| Pessans                      | 25450      | 25440       | Besançon       | Saint-Vit                                                         | CC Loue-Lison                                | 4,35             | 90 (2022)                         | 21                 | modifier les données · modifier les données |
| Petite-Chaux                 | 25451      | 25240       | Pontarlier     | Frasne                                                            | CC des Lacs et Montagnes du Haut-Doubs       | 9,81             | 174 (2022)                        | 18                 | modifier les données · modifier les données |
| Pierrefontaine-lès-Blamont   | 25452      | 25310       | Montbéliard    | Maîche                                                            | CA Pays de Montbéliard Agglomération         | 8,96             | 480 (2022)                        | 54                 | modifier les données · modifier les données |
| Pierrefontaine-les-Varans    | 25453      | 25510       | Pontarlier     | Valdahon                                                          | CC des Portes du Haut-Doubs                  | 28,90            | 1 361 (2022)                      | 47                 | modifier les données · modifier les données |
| Pirey                        | 25454      | 25480       | Besançon       | Besançon-2                                                        | CU Grand Besançon Métropole                  | 6,67             | 2 179 (2022)                      | 327                | modifier les données · modifier les données |
| Placey                       | 25455      | 25170       | Besançon       | Saint-Vit                                                         | CC du val marnaysien                         | 2,57             | 193 (2022)                        | 75                 | modifier les données · modifier les données |
| Plaimbois-du-Miroir          | 25456      | 25210       | Pontarlier     | Morteau                                                           | CC du Plateau du Russey                      | 11,71            | 280 (2022)                        | 24                 | modifier les données · modifier les données |
| Plaimbois-Vennes             | 25457      | 25390       | Pontarlier     | Valdahon                                                          | CC des Portes du Haut-Doubs                  | 10,80            | 116 (2022)                        | 11                 | modifier les données · modifier les données |
| Les Plains-et-Grands-Essarts | 25458      | 25470       | Montbéliard    | Maîche                                                            | CC du Pays de Maîche                         | 10,35            | 211 (2022)                        | 20                 | modifier les données · modifier les données |
| La Planée                    | 25459      | 25160       | Pontarlier     | Frasne                                                            | CC des Lacs et Montagnes du Haut-Doubs       | 13,00            | 325 (2022)                        | 25                 | modifier les données · modifier les données |
| Pompierre-sur-Doubs          | 25461      | 25340       | Montbéliard    | Bavans                                                            | CC des Deux Vallées Vertes                   | 8,16             | 298 (2022)                        | 37                 | modifier les données · modifier les données |
| Pont-de-Roide-Vermondans     | 25463      | 25150       | Montbéliard    | Valentigney                                                       | CA Pays de Montbéliard Agglomération         | 13,58            | 3 971 (2022)                      | 292                | modifier les données · modifier les données |
| Pont-les-Moulins             | 25465      | 25110       | Besançon       | Baume-les-Dames                                                   | CC du Doubs Baumois                          | 4,95             | 207 (2022)                        | 42                 | modifier les données · modifier les données |
| Pontarlier                   | 25462      | 25300       | Pontarlier     | Pontarlier                                                        | CC du Grand Pontarlier                       | 41,35            | 17 928 (2022)                     | 434                | modifier les données · modifier les données |
| Les Pontets                  | 25464      | 25240       | Pontarlier     | Frasne                                                            | CC des Lacs et Montagnes du Haut-Doubs       | 6,36             | 137 (2022)                        | 22                 | modifier les données · modifier les données |
| Pouilley-Français            | 25466      | 25410       | Besançon       | Saint-Vit                                                         | CU Grand Besançon Métropole                  | 6,08             | 824 (2022)                        | 136                | modifier les données · modifier les données |
| Pouilley-les-Vignes          | 25467      | 25115       | Besançon       | Besançon-2                                                        | CU Grand Besançon Métropole                  | 9,34             | 2 162 (2022)                      | 231                | modifier les données · modifier les données |
| Pouligney-Lusans             | 25468      | 25640       | Besançon       | Baume-les-Dames                                                   | CC du Doubs Baumois                          | 11,60            | 850 (2022)                        | 73                 | modifier les données · modifier les données |
| Les Premiers Sapins          | 25424      | 25580       | Pontarlier     | Valdahon                                                          | CC des Portes du Haut-Doubs                  | 52,20            | 1 576 (2022)                      | 30                 | modifier les données · modifier les données |
| Présentevillers              | 25469      | 25550       | Montbéliard    | Bavans                                                            | CA Pays de Montbéliard Agglomération         | 3,83             | 468 (2022)                        | 122                | modifier les données · modifier les données |
| La Prétière                  | 25470      | 25250       | Montbéliard    | Bavans                                                            | CC des Deux Vallées Vertes                   | 2,71             | 160 (2022)                        | 59                 | modifier les données · modifier les données |
| Provenchère                  | 25471      | 25380       | Montbéliard    | Valdahon                                                          | CC du Pays de Sancey-Belleherbe              | 6,97             | 139 (2022)                        | 20                 | modifier les données · modifier les données |
| Puessans                     | 25472      | 25680       | Besançon       | Baume-les-Dames                                                   | CC des Deux Vallées Vertes                   | 3,59             | 33 (2022)                         | 9,2                | modifier les données · modifier les données |
| Pugey                        | 25473      | 25720       | Besançon       | Besançon-6                                                        | CU Grand Besançon Métropole                  | 7,32             | 686 (2022)                        | 94                 | modifier les données · modifier les données |
| Le Puy                       | 25474      | 25640       | Besançon       | Baume-les-Dames                                                   | CC du Doubs Baumois                          | 3,42             | 105 (2022)                        | 31                 | modifier les données · modifier les données |
| Quingey                      | 25475      | 25440       | Besançon       | Saint-Vit                                                         | CC Loue-Lison                                | 8,55             | 1 313 (2022)                      | 154                | modifier les données · modifier les données |
| Rahon                        | 25476      | 25430       | Montbéliard    | Bavans                                                            | CC du Pays de Sancey-Belleherbe              | 5,69             | 136 (2022)                        | 24                 | modifier les données · modifier les données |
| Rancenay                     | 25477      | 25320       | Besançon       | Besançon-1                                                        | CU Grand Besançon Métropole                  | 3,66             | 421 (2022)                        | 115                | modifier les données · modifier les données |
| Randevillers                 | 25478      | 25430       | Montbéliard    | Bavans                                                            | CC du Pays de Sancey-Belleherbe              | 4,36             | 111 (2022)                        | 25                 | modifier les données · modifier les données |
| Rang                         | 25479      | 25250       | Montbéliard    | Bavans                                                            | CC des Deux Vallées Vertes                   | 10,32            | 389 (2022)                        | 38                 | modifier les données · modifier les données |
| Raynans                      | 25481      | 25550       | Montbéliard    | Bavans                                                            | CA Pays de Montbéliard Agglomération         | 4,03             | 337 (2022)                        | 84                 | modifier les données · modifier les données |
| Recologne                    | 25482      | 25170       | Besançon       | Saint-Vit                                                         | CC du val marnaysien                         | 6,78             | 716 (2022)                        | 106                | modifier les données · modifier les données |
| Reculfoz                     | 25483      | 25240       | Pontarlier     | Frasne                                                            | CC des Lacs et Montagnes du Haut-Doubs       | 2,54             | 41 (2022)                         | 16                 | modifier les données · modifier les données |
| Rémondans-Vaivre             | 25485      | 25150       | Montbéliard    | Valentigney                                                       | CA Pays de Montbéliard Agglomération         | 9,19             | 206 (2022)                        | 22                 | modifier les données · modifier les données |
| Remoray-Boujeons             | 25486      | 25160       | Pontarlier     | Frasne                                                            | CC des Lacs et Montagnes du Haut-Doubs       | 15,15            | 456 (2022)                        | 30                 | modifier les données · modifier les données |
| Renédale                     | 25487      | 25520       | Pontarlier     | Ornans                                                            | CC de Montbenoît                             | 2,88             | 43 (2022)                         | 15                 | modifier les données · modifier les données |
| Rennes-sur-Loue              | 25488      | 25440       | Besançon       | Saint-Vit                                                         | CC Loue-Lison                                | 5,50             | 107 (2022)                        | 19                 | modifier les données · modifier les données |
| Reugney                      | 25489      | 25330       | Besançon       | Ornans                                                            | CC Loue-Lison                                | 8,19             | 269 (2022)                        | 33                 | modifier les données · modifier les données |
| Rigney                       | 25490      | 25640       | Besançon       | Baume-les-Dames                                                   | CC du Doubs Baumois                          | 9,58             | 374 (2022)                        | 39                 | modifier les données · modifier les données |
| Rignosot                     | 25491      | 25640       | Besançon       | Baume-les-Dames                                                   | CC du Doubs Baumois                          | 3,85             | 109 (2022)                        | 28                 | modifier les données · modifier les données |
| Rillans                      | 25492      | 25110       | Besançon       | Baume-les-Dames                                                   | CC du Doubs Baumois                          | 3,42             | 96 (2022)                         | 28                 | modifier les données · modifier les données |
| La Rivière-Drugeon           | 25493      | 25560       | Pontarlier     | Frasne                                                            | CC du Plateau de Frasne et du Val du Drugeon | 19,16            | 927 (2022)                        | 48                 | modifier les données · modifier les données |
| Roche-lès-Clerval            | 25496      | 25340       | Montbéliard    | Bavans                                                            | CC des Deux Vallées Vertes                   | 5,34             | 98 (2022)                         | 18                 | modifier les données · modifier les données |
| Roche-lez-Beaupré            | 25495      | 25220       | Besançon       | Besançon-5                                                        | CU Grand Besançon Métropole                  | 5,63             | 2 185 (2022)                      | 388                | modifier les données · modifier les données |
| Rochejean                    | 25494      | 25370       | Pontarlier     | Frasne                                                            | CC des Lacs et Montagnes du Haut-Doubs       | 24,32            | 748 (2022)                        | 31                 | modifier les données · modifier les données |
| Roches-lès-Blamont           | 25497      | 25310       | Montbéliard    | Maîche                                                            | CA Pays de Montbéliard Agglomération         | 5,44             | 611 (2022)                        | 112                | modifier les données · modifier les données |
| Rognon                       | 25498      | 25680       | Besançon       | Baume-les-Dames                                                   | CC des Deux Vallées Vertes                   | 4,09             | 47 (2022)                         | 11                 | modifier les données · modifier les données |
| Romain                       | 25499      | 25680       | Besançon       | Baume-les-Dames                                                   | CC des Deux Vallées Vertes                   | 4,85             | 119 (2022)                        | 25                 | modifier les données · modifier les données |
| Ronchaux                     | 25500      | 25440       | Besançon       | Saint-Vit                                                         | CC Loue-Lison                                | 5,24             | 97 (2022)                         | 19                 | modifier les données · modifier les données |
| Rondefontaine                | 25501      | 25240       | Pontarlier     | Frasne                                                            | CC des Lacs et Montagnes du Haut-Doubs       | 2,72             | 38 (2022)                         | 14                 | modifier les données · modifier les données |
| Roset-Fluans                 | 25502      | 25410       | Besançon       | Saint-Vit                                                         | CU Grand Besançon Métropole                  | 8,28             | 578 (2022)                        | 70                 | modifier les données · modifier les données |
| Rosières-sur-Barbèche        | 25503      | 25190       | Montbéliard    | Valdahon                                                          | CC du Pays de Sancey-Belleherbe              | 5,31             | 110 (2022)                        | 21                 | modifier les données · modifier les données |
| Rosureux                     | 25504      | 25380       | Pontarlier     | Valdahon                                                          | CC du Pays de Maîche                         | 6,14             | 80 (2022)                         | 13                 | modifier les données · modifier les données |
| Rougemont                    | 25505      | 25680       | Besançon       | Baume-les-Dames                                                   | CC des Deux Vallées Vertes                   | 18,33            | 1 012 (2022)                      | 55                 | modifier les données · modifier les données |
| Rougemontot                  | 25506      | 25640       | Besançon       | Baume-les-Dames                                                   | CC du Doubs Baumois                          | 4,25             | 89 (2022)                         | 21                 | modifier les données · modifier les données |
| Rouhe                        | 25507      | 25440       | Besançon       | Saint-Vit                                                         | CC Loue-Lison                                | 4,19             | 82 (2022)                         | 20                 | modifier les données · modifier les données |
| Roulans                      | 25508      | 25640       | Besançon       | Baume-les-Dames                                                   | CC du Doubs Baumois                          | 8,31             | 1 122 (2022)                      | 135                | modifier les données · modifier les données |
| Ruffey-le-Château            | 25510      | 25170       | Besançon       | Saint-Vit                                                         | CC du val marnaysien                         | 7,25             | 366 (2022)                        | 50                 | modifier les données · modifier les données |
| Rurey                        | 25511      | 25290       | Besançon       | Saint-Vit                                                         | CC Loue-Lison                                | 14,77            | 359 (2022)                        | 24                 | modifier les données · modifier les données |
| Le Russey                    | 25512      | 25210       | Pontarlier     | Morteau                                                           | CC du Plateau du Russey                      | 24,17            | 2 546 (2022)                      | 105                | modifier les données · modifier les données |
| Saint-Antoine                | 25514      | 25370       | Pontarlier     | Frasne                                                            | CC des Lacs et Montagnes du Haut-Doubs       | 4,51             | 309 (2022)                        | 69                 | modifier les données · modifier les données |
| Saint-Georges-Armont         | 25516      | 25340       | Montbéliard    | Bavans                                                            | CC des Deux Vallées Vertes                   | 4,74             | 125 (2022)                        | 26                 | modifier les données · modifier les données |
| Saint-Gorgon-Main            | 25517      | 25520       | Pontarlier     | Ornans                                                            | CC de Montbenoît                             | 7,93             | 258 (2022)                        | 33                 | modifier les données · modifier les données |
| Saint-Hilaire                | 25518      | 25640       | Besançon       | Baume-les-Dames                                                   | CC du Doubs Baumois                          | 2,64             | 155 (2022)                        | 59                 | modifier les données · modifier les données |
| Saint-Hippolyte              | 25519      | 25190       | Montbéliard    | Maîche                                                            | CC du Pays de Maîche                         | 11,01            | 965 (2022)                        | 88                 | modifier les données · modifier les données |
| Saint-Juan                   | 25520      | 25360       | Besançon       | Baume-les-Dames                                                   | CC du Doubs Baumois                          | 12,09            | 189 (2022)                        | 16                 | modifier les données · modifier les données |
| Saint-Julien-lès-Montbéliard | 25521      | 25550       | Montbéliard    | Bavans                                                            | CA Pays de Montbéliard Agglomération         | 3,81             | 158 (2022)                        | 41                 | modifier les données · modifier les données |
| Saint-Julien-lès-Russey      | 25522      | 25210       | Pontarlier     | Morteau                                                           | CC du Plateau du Russey                      | 10,01            | 182 (2022)                        | 18                 | modifier les données · modifier les données |
| Saint-Maurice-Colombier      | 25524      | 25260       | Montbéliard    | Bavans                                                            | CA Pays de Montbéliard Agglomération         | 13,29            | 889 (2022)                        | 67                 | modifier les données · modifier les données |
| Saint-Point-Lac              | 25525      | 25160       | Pontarlier     | Frasne                                                            | CC des Lacs et Montagnes du Haut-Doubs       | 4,52             | 305 (2022)                        | 67                 | modifier les données · modifier les données |
| Saint-Vit                    | 25527      | 25410       | Besançon       | Saint-Vit                                                         | CU Grand Besançon Métropole                  | 16,44            | 5 059 (2022)                      | 308                | modifier les données · modifier les données |
| Sainte-Anne                  | 25513      | 25270       | Besançon       | Ornans                                                            | CC Loue-Lison                                | 6,64             | 52 (2022)                         | 7,8                | modifier les données · modifier les données |
| Sainte-Colombe               | 25515      | 25300       | Pontarlier     | Pontarlier                                                        | CC du Grand Pontarlier                       | 10,49            | 482 (2022)                        | 46                 | modifier les données · modifier les données |
| Sainte-Marie                 | 25523      | 25113       | Montbéliard    | Bavans                                                            | CA Pays de Montbéliard Agglomération         | 7,17             | 655 (2022)                        | 91                 | modifier les données · modifier les données |
| Sainte-Suzanne               | 25526      | 25630       | Montbéliard    | Montbéliard                                                       | CA Pays de Montbéliard Agglomération         | 1,59             | 1 461 (2022)                      | 919                | modifier les données · modifier les données |
| Samson                       | 25528      | 25440       | Besançon       | Saint-Vit                                                         | CC Loue-Lison                                | 1,95             | 70 (2022)                         | 36                 | modifier les données · modifier les données |
| Sancey                       | 25529      | 25430       | Montbéliard    | Bavans                                                            | CC du Pays de Sancey-Belleherbe              | 30,57            | 1 364 (2022)                      | 45                 | modifier les données · modifier les données |
| Saône                        | 25532      | 25660       | Besançon       | Besançon-5                                                        | CU Grand Besançon Métropole                  | 20,55            | 3 142 (2022)                      | 153                | modifier les données · modifier les données |
| Sarrageois                   | 25534      | 25240       | Pontarlier     | Frasne                                                            | CC des Lacs et Montagnes du Haut-Doubs       | 13,22            | 194 (2022)                        | 15                 | modifier les données · modifier les données |
| Saules                       | 25535      | 25580       | Besançon       | Ornans                                                            | CC Loue-Lison                                | 7,64             | 232 (2022)                        | 30                 | modifier les données · modifier les données |
| Sauvagney                    | 25536      | 25170       | Besançon       | Saint-Vit                                                         | CC du val marnaysien                         | 3,95             | 194 (2022)                        | 49                 | modifier les données · modifier les données |
| Scey-Maisières               | 25537      | 25290       | Besançon       | Ornans                                                            | CC Loue-Lison                                | 12,53            | 289 (2022)                        | 23                 | modifier les données · modifier les données |
| Séchin                       | 25538      | 25110       | Besançon       | Baume-les-Dames                                                   | CC du Doubs Baumois                          | 1,09             | 115 (2022)                        | 106                | modifier les données · modifier les données |
| Seloncourt                   | 25539      | 25230       | Montbéliard    | Audincourt                                                        | CA Pays de Montbéliard Agglomération         | 7,92             | 5 812 (2022)                      | 734                | modifier les données · modifier les données |
| Semondans                    | 25540      | 25750       | Montbéliard    | Bavans                                                            | CA Pays de Montbéliard Agglomération         | 2,77             | 306 (2022)                        | 110                | modifier les données · modifier les données |
| Septfontaines                | 25541      | 25270       | Pontarlier     | Ornans                                                            | CC Altitude 800                              | 18,37            | 383 (2022)                        | 21                 | modifier les données · modifier les données |
| Serre-les-Sapins             | 25542      | 25770       | Besançon       | Besançon-2                                                        | CU Grand Besançon Métropole                  | 5,24             | 1 921 (2022)                      | 367                | modifier les données · modifier les données |
| Servin                       | 25544      | 25430       | Besançon       | Bavans                                                            | CC du Pays de Sancey-Belleherbe              | 10,03            | 200 (2022)                        | 20                 | modifier les données · modifier les données |
| Silley-Amancey               | 25545      | 25330       | Besançon       | Ornans                                                            | CC Loue-Lison                                | 5,16             | 134 (2022)                        | 26                 | modifier les données · modifier les données |
| Silley-Bléfond               | 25546      | 25110       | Besançon       | Baume-les-Dames                                                   | CC du Doubs Baumois                          | 4,34             | 57 (2022)                         | 13                 | modifier les données · modifier les données |
| Sochaux                      | 25547      | 25600       | Montbéliard    | Bethoncourt                                                       | CA Pays de Montbéliard Agglomération         | 2,17             | 3 772 (2022)                      | 1 738              | modifier les données · modifier les données |
| Solemont                     | 25548      | 25190       | Montbéliard    | Valentigney                                                       | CA Pays de Montbéliard Agglomération         | 8,09             | 133 (2022)                        | 16                 | modifier les données · modifier les données |
| La Sommette                  | 25550      | 25510       | Pontarlier     | Valdahon                                                          | CC des Portes du Haut-Doubs                  | 7,37             | 238 (2022)                        | 32                 | modifier les données · modifier les données |
| Soulce-Cernay                | 25551      | 25190       | Montbéliard    | Maîche                                                            | CC du Pays de Maîche                         | 8,55             | 138 (2022)                        | 16                 | modifier les données · modifier les données |
| Sourans                      | 25552      | 25250       | Montbéliard    | Bavans                                                            | CC des Deux Vallées Vertes                   | 4,20             | 116 (2022)                        | 28                 | modifier les données · modifier les données |
| Soye                         | 25553      | 25250       | Montbéliard    | Bavans                                                            | CC des Deux Vallées Vertes                   | 13,89            | 364 (2022)                        | 26                 | modifier les données · modifier les données |
| Surmont                      | 25554      | 25380       | Montbéliard    | Bavans                                                            | CC du Pays de Sancey-Belleherbe              | 7,38             | 123 (2022)                        | 17                 | modifier les données · modifier les données |
| Taillecourt                  | 25555      | 25400       | Montbéliard    | Audincourt                                                        | CA Pays de Montbéliard Agglomération         | 1,86             | 1 132 (2022)                      | 609                | modifier les données · modifier les données |
| Tallans                      | 25556      | 25680       | Besançon       | Baume-les-Dames                                                   | CC des Deux Vallées Vertes                   | 4,05             | 47 (2022)                         | 12                 | modifier les données · modifier les données |
| Tallenay                     | 25557      | 25870       | Besançon       | Besançon-3                                                        | CU Grand Besançon Métropole                  | 2,34             | 437 (2022)                        | 187                | modifier les données · modifier les données |
| Tarcenay-Foucherans          | 25558      | 25620       | Besançon       | Ornans                                                            | CC Loue-Lison                                | 24,04            | 1 498 (2022)                      | 62                 | modifier les données · modifier les données |
| Les Terres-de-Chaux          | 25138      | 25190       | Montbéliard    | Maîche                                                            | CC du Pays de Maîche                         | 14,49            | 130 (2022)                        | 9,0                | modifier les données · modifier les données |
| Thiébouhans                  | 25559      | 25470       | Montbéliard    | Maîche                                                            | CC du Pays de Maîche                         | 5,81             | 245 (2022)                        | 42                 | modifier les données · modifier les données |
| Thise                        | 25560      | 25220       | Besançon       | Besançon-4                                                        | CU Grand Besançon Métropole                  | 8,93             | 2 990 (2022)                      | 335                | modifier les données · modifier les données |
| Thoraise                     | 25561      | 25320       | Besançon       | Besançon-6                                                        | CU Grand Besançon Métropole                  | 3,99             | 336 (2022)                        | 84                 | modifier les données · modifier les données |
| Thulay                       | 25562      | 25310       | Montbéliard    | Maîche                                                            | CA Pays de Montbéliard Agglomération         | 2,23             | 206 (2022)                        | 92                 | modifier les données · modifier les données |
| Thurey-le-Mont               | 25563      | 25870       | Besançon       | Baume-les-Dames                                                   | CC du Doubs Baumois                          | 4,83             | 116 (2022)                        | 24                 | modifier les données · modifier les données |
| Torpes                       | 25564      | 25320       | Besançon       | Besançon-6                                                        | CU Grand Besançon Métropole                  | 5,55             | 1 004 (2022)                      | 181                | modifier les données · modifier les données |
| Touillon-et-Loutelet         | 25565      | 25370       | Pontarlier     | Frasne                                                            | CC des Lacs et Montagnes du Haut-Doubs       | 4,72             | 267 (2022)                        | 57                 | modifier les données · modifier les données |
| La Tour-de-Sçay              | 25566      | 25640       | Besançon       | Baume-les-Dames                                                   | CC du Doubs Baumois                          | 8,82             | 323 (2022)                        | 37                 | modifier les données · modifier les données |
| Tournans                     | 25567      | 25680       | Besançon       | Baume-les-Dames                                                   | CC des Deux Vallées Vertes                   | 9,14             | 112 (2022)                        | 12                 | modifier les données · modifier les données |
| Trépot                       | 25569      | 25620       | Besançon       | Ornans                                                            | CC Loue-Lison                                | 14,50            | 558 (2022)                        | 38                 | modifier les données · modifier les données |
| Tressandans                  | 25570      | 25680       | Besançon       | Baume-les-Dames                                                   | CC du Pays de Villersexel                    | 2,34             | 28 (2022)                         | 12                 | modifier les données · modifier les données |
| Trévillers                   | 25571      | 25470       | Montbéliard    | Maîche                                                            | CC du Pays de Maîche                         | 10,74            | 532 (2022)                        | 50                 | modifier les données · modifier les données |
| Trouvans                     | 25572      | 25680       | Besançon       | Baume-les-Dames                                                   | CC des Deux Vallées Vertes                   | 2,69             | 103 (2022)                        | 38                 | modifier les données · modifier les données |
| Urtière                      | 25573      | 25470       | Montbéliard    | Maîche                                                            | CC du Pays de Maîche                         | 2,15             | 16 (2022)                         | 7,4                | modifier les données · modifier les données |
| Uzelle                       | 25574      | 25340       | Besançon       | Baume-les-Dames                                                   | CC des Deux Vallées Vertes                   | 11,75            | 187 (2022)                        | 16                 | modifier les données · modifier les données |
| Vaire                        | 25575      | 25220       | Besançon       | Besançon-5                                                        | CU Grand Besançon Métropole                  | 14,04            | 805 (2022)                        | 57                 | modifier les données · modifier les données |
| Le Val                       | 25460      | 25440       | Besançon       | Saint-Vit                                                         | CC Loue-Lison                                | 6,61             | 245 (2022)                        | 37                 | modifier les données · modifier les données |
| Val-d'Usiers                 | 25060      | 25520       | Pontarlier     | Ornans                                                            | CC Altitude 800                              | 50,94            | 2 128 (2022)                      | 42                 | modifier les données · modifier les données |
| Val-de-Roulans               | 25579      | 25640       | Besançon       | Baume-les-Dames                                                   | CC du Doubs Baumois                          | 2,99             | 197 (2022)                        | 66                 | modifier les données · modifier les données |
| Valdahon                     | 25578      | 25800       | Pontarlier     | Valdahon                                                          | CC des Portes du Haut-Doubs                  | 25,51            | 5 715 (2022)                      | 224                | modifier les données · modifier les données |
| Valentigney                  | 25580      | 25700       | Montbéliard    | Valentigney                                                       | CA Pays de Montbéliard Agglomération         | 9,74             | 10 624 (2022)                     | 1 091              | modifier les données · modifier les données |
| Valleroy                     | 25582      | 25870       | Besançon       | Baume-les-Dames                                                   | CC du Doubs Baumois                          | 3,05             | 144 (2022)                        | 47                 | modifier les données · modifier les données |
| Valonne                      | 25583      | 25190       | Montbéliard    | Bavans                                                            | CC du Pays de Sancey-Belleherbe              | 8,33             | 265 (2022)                        | 32                 | modifier les données · modifier les données |
| Valoreille                   | 25584      | 25190       | Montbéliard    | Maîche                                                            | CC du Pays de Maîche                         | 7,58             | 125 (2022)                        | 16                 | modifier les données · modifier les données |
| Vandoncourt                  | 25586      | 25230       | Montbéliard    | Audincourt                                                        | CA Pays de Montbéliard Agglomération         | 8,57             | 808 (2022)                        | 94                 | modifier les données · modifier les données |
| Vaucluse                     | 25588      | 25380       | Montbéliard    | Valdahon                                                          | CC du Pays de Maîche                         | 5,01             | 117 (2022)                        | 23                 | modifier les données · modifier les données |
| Vauclusotte                  | 25589      | 25380       | Montbéliard    | Valdahon                                                          | CC du Pays de Maîche                         | 7,62             | 77 (2022)                         | 10                 | modifier les données · modifier les données |
| Vaudrivillers                | 25590      | 25360       | Besançon       | Bavans                                                            | CC du Pays de Sancey-Belleherbe              | 3,65             | 78 (2022)                         | 21                 | modifier les données · modifier les données |
| Vaufrey                      | 25591      | 25190       | Montbéliard    | Maîche                                                            | CC du Pays de Maîche                         | 9,37             | 147 (2022)                        | 16                 | modifier les données · modifier les données |
| Vaux-et-Chantegrue           | 25592      | 25160       | Pontarlier     | Frasne                                                            | CC du Plateau de Frasne et du Val du Drugeon | 13,98            | 663 (2022)                        | 47                 | modifier les données · modifier les données |
| Velesmes-Essarts             | 25594      | 25410       | Besançon       | Saint-Vit                                                         | CU Grand Besançon Métropole                  | 2,92             | 363 (2022)                        | 124                | modifier les données · modifier les données |
| Vellerot-lès-Belvoir         | 25595      | 25430       | Montbéliard    | Bavans                                                            | CC du Pays de Sancey-Belleherbe              | 6,04             | 95 (2022)                         | 16                 | modifier les données · modifier les données |
| Vellerot-lès-Vercel          | 25596      | 25530       | Pontarlier     | Valdahon                                                          | CC des Portes du Haut-Doubs                  | 4,57             | 65 (2022)                         | 14                 | modifier les données · modifier les données |
| Vellevans                    | 25597      | 25430       | Montbéliard    | Bavans                                                            | CC du Pays de Sancey-Belleherbe              | 13,54            | 247 (2022)                        | 18                 | modifier les données · modifier les données |
| Venise                       | 25598      | 25870       | Besançon       | Baume-les-Dames                                                   | CU Grand Besançon Métropole                  | 6,18             | 518 (2022)                        | 84                 | modifier les données · modifier les données |
| Vennans                      | 25599      | 25640       | Besançon       | Baume-les-Dames                                                   | CC du Doubs Baumois                          | 1,36             | 249 (2022)                        | 183                | modifier les données · modifier les données |
| Vennes                       | 25600      | 25390       | Pontarlier     | Valdahon                                                          | CC des Portes du Haut-Doubs                  | 7,31             | 243 (2022)                        | 33                 | modifier les données · modifier les données |
| Vercel-Villedieu-le-Camp     | 25601      | 25530       | Pontarlier     | Valdahon                                                          | CC des Portes du Haut-Doubs                  | 29,96            | 1 732 (2022)                      | 58                 | modifier les données · modifier les données |
| Vergranne                    | 25602      | 25110       | Besançon       | Baume-les-Dames                                                   | CC du Doubs Baumois                          | 5,18             | 117 (2022)                        | 23                 | modifier les données · modifier les données |
| Verne                        | 25604      | 25110       | Besançon       | Baume-les-Dames                                                   | CC du Doubs Baumois                          | 7,82             | 124 (2022)                        | 16                 | modifier les données · modifier les données |
| Vernierfontaine              | 25605      | 25580       | Pontarlier     | Valdahon                                                          | CC des Portes du Haut-Doubs                  | 13,28            | 485 (2022)                        | 37                 | modifier les données · modifier les données |
| Vernois-lès-Belvoir          | 25607      | 25430       | Montbéliard    | Bavans                                                            | CC du Pays de Sancey-Belleherbe              | 4,68             | 51 (2022)                         | 11                 | modifier les données · modifier les données |
| Le Vernoy                    | 25608      | 25750       | Montbéliard    | Bavans                                                            | CC du pays d'Héricourt                       | 3,30             | 180 (2022)                        | 55                 | modifier les données · modifier les données |
| Verrières-de-Joux            | 25609      | 25300       | Pontarlier     | Pontarlier                                                        | CC du Grand Pontarlier                       | 10,15            | 472 (2022)                        | 47                 | modifier les données · modifier les données |
| La Vèze                      | 25611      | 25660       | Besançon       | Besançon-5                                                        | CU Grand Besançon Métropole                  | 5,27             | 495 (2022)                        | 94                 | modifier les données · modifier les données |
| Vieilley                     | 25612      | 25870       | Besançon       | Baume-les-Dames                                                   | CU Grand Besançon Métropole                  | 9,43             | 667 (2022)                        | 71                 | modifier les données · modifier les données |
| Viéthorey                    | 25613      | 25340       | Besançon       | Baume-les-Dames                                                   | CC des Deux Vallées Vertes                   | 7,92             | 91 (2022)                         | 11                 | modifier les données · modifier les données |
| Vieux-Charmont               | 25614      | 25600       | Montbéliard    | Bethoncourt                                                       | CA Pays de Montbéliard Agglomération         | 2,51             | 2 829 (2022)                      | 1 127              | modifier les données · modifier les données |
| Villars-lès-Blamont          | 25615      | 25310       | Montbéliard    | Maîche                                                            | CA Pays de Montbéliard Agglomération         | 6,95             | 467 (2022)                        | 67                 | modifier les données · modifier les données |
| Villars-Saint-Georges        | 25616      | 25410       | Besançon       | Saint-Vit                                                         | CU Grand Besançon Métropole                  | 5,15             | 283 (2022)                        | 55                 | modifier les données · modifier les données |
| Villars-sous-Dampjoux        | 25617      | 25190       | Montbéliard    | Valentigney                                                       | CA Pays de Montbéliard Agglomération         | 3,06             | 352 (2022)                        | 115                | modifier les données · modifier les données |
| Villars-sous-Écot            | 25618      | 25150       | Montbéliard    | Bavans                                                            | CA Pays de Montbéliard Agglomération         | 11,48            | 338 (2022)                        | 29                 | modifier les données · modifier les données |
| Les Villedieu                | 25619      | 25240       | Pontarlier     | Frasne                                                            | CC des Lacs et Montagnes du Haut-Doubs       | 15,07            | 222 (2022)                        | 15                 | modifier les données · modifier les données |
| Villeneuve-d'Amont           | 25621      | 25270       | Pontarlier     | Frasne                                                            | CC Altitude 800                              | 14,27            | 221 (2022)                        | 15                 | modifier les données · modifier les données |
| Villers-Buzon                | 25622      | 25170       | Besançon       | Saint-Vit                                                         | CC du val marnaysien                         | 3,19             | 295 (2022)                        | 92                 | modifier les données · modifier les données |
| Villers-Chief                | 25623      | 25530       | Pontarlier     | Valdahon                                                          | CC des Portes du Haut-Doubs                  | 7,83             | 142 (2022)                        | 18                 | modifier les données · modifier les données |
| Villers-Grélot               | 25624      | 25640       | Besançon       | Baume-les-Dames                                                   | CC du Doubs Baumois                          | 7,02             | 144 (2022)                        | 21                 | modifier les données · modifier les données |
| Villers-la-Combe             | 25625      | 25510       | Pontarlier     | Valdahon                                                          | CC des Portes du Haut-Doubs                  | 5,88             | 49 (2022)                         | 8,3                | modifier les données · modifier les données |
| Villers-le-Lac               | 25321      | 25130       | Pontarlier     | Morteau                                                           | CC du Val de Morteau                         | 30,17            | 5 248 (2022)                      | 174                | modifier les données · modifier les données |
| Villers-Saint-Martin         | 25626      | 25110       | Besançon       | Baume-les-Dames                                                   | CC du Doubs Baumois                          | 8,90             | 227 (2022)                        | 26                 | modifier les données · modifier les données |
| Villers-sous-Chalamont       | 25627      | 25270       | Pontarlier     | Frasne                                                            | CC Altitude 800                              | 22,18            | 293 (2022)                        | 13                 | modifier les données · modifier les données |
| Voillans                     | 25629      | 25110       | Besançon       | Baume-les-Dames                                                   | CC du Doubs Baumois                          | 10,12            | 195 (2022)                        | 19                 | modifier les données · modifier les données |
| Voires                       | 25630      | 25580       | Besançon       | Valdahon                                                          | CC des Portes du Haut-Doubs                  | 4,88             | 75 (2022)                         | 15                 | modifier les données · modifier les données |
| Vorges-les-Pins              | 25631      | 25320       | Besançon       | Besançon-6                                                        | CU Grand Besançon Métropole                  | 4,76             | 571 (2022)                        | 120                | modifier les données · modifier les données |
| Voujeaucourt                 | 25632      | 25420       | Montbéliard    | Valentigney                                                       | CA Pays de Montbéliard Agglomération         | 9,45             | 3 152 (2022)                      | 334                | modifier les données · modifier les données |
| Vuillafans                   | 25633      | 25840       | Besançon       | Ornans                                                            | CC Loue-Lison                                | 6,14             | 681 (2022)                        | 111                | modifier les données · modifier les données |
| Vuillecin                    | 25634      | 25300       | Pontarlier     | Pontarlier                                                        | CC du Grand Pontarlier                       | 14,24            | 669 (2022)                        | 47                 | modifier les données · modifier les données |
| Vyt-lès-Belvoir              | 25635      | 25430       | Montbéliard    | Bavans                                                            | CC du Pays de Sancey-Belleherbe              | 7,54             | 183 (2022)                        | 24                 | modifier les données · modifier les données |
| Doubs                        | 25         |             |                |                                                                   |                                              | 5 234,00         | 548 662 (2022)                    | 105                | modifier les données                        |